# Élections fédérales canadiennes de 2015 au Québec
Les élections fédérales canadiennes de 2015 ont lieu le 19 octobre 2015 au Québec comme dans le reste du Canada.
La province est représentée par 78 députés à la Chambre des communes, soit par 3 de plus que lors des précédentes élections. Le système utilisé est le vote par circonscriptions, élisant un député par circonscription, grâce au scrutin uninominal majoritaire à un tour.
Avec près de 36 % des voix, le Parti libéral, qui forme le gouvernement, a obtenu 40 sièges. Grâce à la volonté de changement après 9 ans de gouvernement conservateur, et le taux d'appréciation pour son chef, Justin Trudeau, le Parti libéral obtient le plus grand nombre de sièges pour la première fois depuis 1980, et le plus grand nombre de suffrages depuis 2000. Le NPD s'écroule et ne conserve que le quart de ses sièges. Le Parti conservateur reprend la plus grande partie des sièges qu'il avait obtenu en 2008 (Capitale-Nationale, Chaudière-Appalaches et Saguenay—Lac-Saint-Jean), tandis que le Bloc québécois profite de la chute du NPD et remporte quelques sièges, mais échoue à obtenir les 12 sièges nécessaires pour être reconnu comme un groupe parlementaire, en plus d'obtenir le pire score de son histoire en terme de suffrages.

## Résultats généraux
| Partis                 | Partis                                       | Votes     | %     | +/-           | Sièges | +/-           |
| ---------------------- | -------------------------------------------- | --------- | ----- | ------------- | ------ | ------------- |
|                        | Parti libéral du Canada (PLC)                | 1 516 123 | 35,74 | 21,57         | 40     | 33            |
|                        | Nouveau Parti démocratique (NPD)             | 1 075 366 | 25,35 | 17,55         | 16     | 43            |
|                        | Bloc québécois (BQ)                          | 821 144   | 19,36 | 4,09          | 10     | 6             |
|                        | Parti conservateur du Canada (PCC)           | 708 894   | 16,71 | 0,19          | 12     | 7             |
|                        | Parti vert du Canada (PVC)                   | 95 395    | 2,25  | 0,14          | 0      | en stagnation |
|                        | Forces et Démocratie (FeD)                   | 8 059     | 0,19  | Nv.           | 0      | en stagnation |
|                        | Parti Rhinocéros                             | 5 683     | 0,13  | 0,04          | 0      | en stagnation |
|                        | Parti libertarien du Canada (PLC)            | 2 197     | 0,08  | Abs.          | 0      | en stagnation |
|                        | Parti marxiste-léniniste du Canada (PMLC)    | 3 008     | 0,07  | 0,02          | 0      | en stagnation |
|                        | Parti de l'héritage chrétien du Canada (PHC) | 679       | 0,02  | en stagnation | 0      | en stagnation |
|                        | Parti communiste du Canada (PCC)             | 545       | 0,01  | en stagnation | 0      | en stagnation |
|                        | Alliance du Nord (AdN)                       | 136       | 0,00  | Nv.           | 0      | en stagnation |
|                        | Indépendant                                  | 3 438     | 0,08  | 0,55          | 0      | en stagnation |
|                        |                                              |           |       |               |        |               |
| Suffrages exprimés     | Suffrages exprimés                           | 4 241 667 | 98,55 |               |        |               |
| Votes blancs et nuls   | Votes blancs et nuls                         | 62 271    | 1,45  |               |        |               |
| Total                  | Total                                        | 4 303 938 | 100   | -             | 78     | 3             |
| Abstention             | Abstention                                   | 2 089 540 | 32,68 |               |        |               |
| Inscrits/Participation | Inscrits/Participation                       | 6 393 478 | 67,32 |               |        |               |

### Pourcentage des votes par région
| Région                                  | PLC   | NPD   | BQ    | PCC   | Vert | Autres |
| --------------------------------------- | ----- | ----- | ----- | ----- | ---- | ------ |
|                                         |       |       |       |       |      |        |
| Abitibi-Témiscamingue et Nord-du-Québec | 30,66 | 39,66 | 19,05 | 7,88  | 1,94 | 0,81   |
| Bas-Saint-Laurent                       | 28,24 | 33,22 | 17,64 | 18,73 | 1,58 | 0,59   |
| Capitale-Nationale                      | 25,94 | 21,23 | 14,12 | 36,21 | 2,18 | 0,31   |
| Centre-du-Québec                        | 25,14 | 25,54 | 26,29 | 20,69 | 2,11 | 0,24   |
| Chaudière-Appalaches                    | 22,90 | 14,72 | 10,67 | 49,46 | 2,24 | 0,06   |
| Côte-Nord                               | 29,37 | 17,51 | 41,25 | 10,27 | 1,60 |        |
| Estrie                                  | 36,19 | 26,54 | 23,45 | 11,34 | 2,08 | 0,40   |
| Gaspésie– Îles-de-la-Madeleine          | 39,12 | 26,62 | 20,97 | 6,09  | 1,01 | 6,19   |
| Lanaudière                              | 27,70 | 24,48 | 34,36 | 10,49 | 1,96 | 1,00   |
| Laurentides                             | 29,91 | 28,18 | 29,18 | 10,26 | 2,21 | 0,26   |
| Laval                                   | 44,82 | 22,06 | 17,16 | 13,67 | 1,99 | 0,29   |
| Mauricie                                | 30,94 | 31,32 | 20,49 | 15,19 | 1,74 | 0,32   |
| Montérégie                              | 34,82 | 26,46 | 24,35 | 11,29 | 2,71 | 0,36   |
| Montréal                                | 47,04 | 24,50 | 13,12 | 11,87 | 2,64 | 0,83   |
| Outaouais                               | 51,03 | 26,25 | 10,11 | 10,31 | 1,84 | 0,46   |
| Saguenay–Lac-Saint-Jean                 | 25,49 | 29,07 | 20,62 | 22,96 | 1,61 | 0,26   |
| Québec entier                           | 35,74 | 25,35 | 19,36 | 16,71 | 2,25 | 0,58   |

## Nombre de candidatures par parti
| Parti | Parti                                        | Chef                 | Candidats |
| ----- | -------------------------------------------- | -------------------- | --------- |
|       | Parti libéral du Canada (PLC)                | Justin Trudeau       | 78        |
|       | Nouveau Parti démocratique (NPD)             | Thomas Mulcair       | 78        |
|       | Bloc québécois (BQ)                          | Gilles Duceppe       | 78        |
|       | Parti conservateur du Canada (PCC)           | Stephen Harper       | 78        |
|       | Parti vert du Canada (PVC)                   | Elizabeth May        | 78        |
|       | Forces et Démocratie (FeD)                   | Jean-François Fortin | 15        |
|       | Parti Rhinocéros                             | Sébastien Corriveau  | 18        |
|       | Parti libertarien du Canada (PLC)            | Timothy P. Moen      | 8         |
|       | Parti marxiste-léniniste du Canada (PMLC)    | Ana Di Carlo         | 21        |
|       | Parti de l'héritage chrétien du Canada (PHC) | Rodney L. Taylor     | 3         |
|       | Parti communiste du Canada (PCC)             | Miguel Figueroa      | 4         |
|       | Alliance du Nord (AdN)                       | François Bélanger    | 1         |
|       | Indépendant                                  | Indépendant          | 12        |
| Total | Total                                        | Total                | 472       |

## Députés élus par région
| Région                                  | Circonscription                                                                          | Député sortant           | Député sortant            | Député sortant           | Député élu | Député élu                  | Député élu |
| Région                                  | Circonscription                                                                          | Nom                      | Nom                       | Parti                    | Nom        | Nom                         | Parti      |
| --------------------------------------- | ---------------------------------------------------------------------------------------- | ------------------------ | ------------------------- | ------------------------ | ---------- | --------------------------- | ---------- |
| Abitibi-Témiscamingue et Nord-du-Québec | Abitibi—Baie-James—Nunavik—Eeyou                                                         |                          | Romeo Saganash            | NPD                      |            | Romeo Saganash              | NPD        |
| Abitibi-Témiscamingue et Nord-du-Québec | Abitibi—Témiscamingue                                                                    |                          | Christine Moore           | NPD                      |            | Christine Moore             | NPD        |
| Bas-Saint-Laurent                       | Montmagny—L'Islet—Kamouraska—Rivière-du-Loup                                             |                          | François Lapointe         | NPD                      |            | Bernard Généreux            | PCC        |
| Bas-Saint-Laurent                       | Rimouski-Neigette—Témiscouata—Les Basques                                                |                          | Guy Caron                 | NPD                      |            | Guy Caron                   | NPD        |
| Capitale-Nationale                      | Beauport—Côte-de-Beaupré—Île d'Orléans—Charlevoix Montmorency—Charlevoix—Haute-Côte-Nord |                          | Jonathan Tremblay         | NPD                      |            | Sylvie Boucher              | PCC        |
| Capitale-Nationale                      | Beauport—Limoilou                                                                        |                          | Raymond Côté              | NPD                      |            | Alupa Clarke                | PCC        |
| Capitale-Nationale                      | Charlesbourg—Haute-Saint-Charles                                                         |                          | Anne-Marie Day            | NPD                      |            | Pierre Paul-Hus             | PCC        |
| Capitale-Nationale                      | Louis-Hébert                                                                             |                          | Denis Blanchette          | NPD                      |            | Joël Lightbound             | PLC        |
| Capitale-Nationale                      | Louis-Saint-Laurent                                                                      |                          | Alexandrine Latendresse   | NPD                      |            | Gérard Deltell              | PCC        |
| Capitale-Nationale                      | Portneuf—Jacques-Cartier                                                                 |                          | Élaine Michaud            | NPD                      |            | Joël Godin                  | PCC        |
| Capitale-Nationale                      | Québec                                                                                   |                          | Annick Papillon           | NPD                      |            | Jean-Yves Duclos            | PLC        |
| Centre-du-Québec                        | Bécancour—Nicolet—Saurel Bas-Richelieu–Nicolet–Bécancour                                 |                          | Louis Plamondon           | BQ                       |            | Louis Plamondon             | BQ         |
| Centre-du-Québec                        | Drummond                                                                                 |                          | François Choquette        | NPD                      |            | François Choquette          | NPD        |
| Centre-du-Québec                        | Richmond—Arthabaska                                                                      |                          | André Bellavance*         | Ind.                     |            | Alain Rayes                 | PCC        |
| Chaudière-Appalaches                    | Beauce                                                                                   |                          | Maxime Bernier            | PCC                      |            | Maxime Bernier              | PCC        |
| Chaudière-Appalaches                    | Bellechasse—Les Etchemins—Lévis Lévis–Bellechasse                                        |                          | Steven Blaney             | PCC                      |            | Steven Blaney               | PCC        |
| Chaudière-Appalaches                    | Lévis—Lotbinière Lotbinière—Chutes-de-la-Chaudière                                       |                          | Jacques Gourde            | PCC                      |            | Jacques Gourde              | PCC        |
| Chaudière-Appalaches                    | Mégantic—L'Érable                                                                        |                          | Christian Paradis         | PCC                      |            | Luc Berthold                | PCC        |
| Côte-Nord                               | Manicouagan                                                                              |                          | Jonathan Genest-Jourdain  | NPD                      |            | Marilène Gill               | BQ         |
| Estrie                                  | Brome—Missisquoi                                                                         |                          | Pierre Jacob*             | NPD                      |            | Denis Paradis               | PLC        |
| Estrie                                  | Compton—Stanstead                                                                        |                          | Jean Rousseau             | NPD                      |            | Marie-Claude Bibeau         | PLC        |
| Estrie                                  | Shefford                                                                                 |                          | Réjean Genest             | NPD                      |            | Pierre Breton               | PLC        |
| Estrie                                  | Sherbrooke                                                                               |                          | Pierre-Luc Dusseault      | NPD                      |            | Pierre-Luc Dusseault        | NPD        |
| Gaspésie– Îles-de-la-Madeleine          | Avignon—La Mitis—Matane—Matapédia Haute-Gaspésie—La Mitis—Matane—Matapédia               |                          | Jean-François Fortin      | FeD                      |            | Rémi Massé                  | PLC        |
| Gaspésie– Îles-de-la-Madeleine          | Gaspésie–Les Îles-de-la-Madeleine Gaspésie—Îles-de-la-Madeleine                          |                          | Philip Toone              | NPD                      |            | Diane Lebouthillier         | PLC        |
| Lanaudière                              | Joliette                                                                                 |                          | Francine Raynault         | NPD                      |            | Gabriel Ste-Marie           | BQ         |
| Lanaudière                              | Montcalm                                                                                 |                          | Manon Perreault           | FeD                      |            | Luc Thériault               | BQ         |
| Lanaudière                              | Repentigny                                                                               |                          | Jean-François Larose      | FeD                      |            | Monique Pauzé               | BQ         |
| Lanaudière                              | Terrebonne Terrebonne—Blainville                                                         |                          | Charmaine Borg            | NPD                      |            | Michel Boudrias             | BQ         |
| Laurentides                             | Laurentides—Labelle                                                                      |                          | Marc-André Morin          | NPD                      |            | David Graham                | PLC        |
| Laurentides                             | Mirabel                                                                                  | Nouvelle circonscription | Nouvelle circonscription  | Nouvelle circonscription |            | Simon Marcil                | BQ         |
| Laurentides                             | Rivière-des-Mille-Îles                                                                   |                          | Laurin Liu                | NPD                      |            | Linda Lapointe              | PLC        |
| Laurentides                             | Rivière-du-Nord                                                                          |                          | Pierre Dionne Labelle     | NPD                      |            | Rhéal Fortin                | BQ         |
| Laurentides                             | Thérèse-De Blainville                                                                    | Nouvelle circonscription | Nouvelle circonscription  | Nouvelle circonscription |            | Ramez Ayoub                 | PLC        |
| Laval                                   | Alfred-Pellan                                                                            |                          | Rosane Doré Lefebvre      | NPD                      |            | Angelo Iacono               | PLC        |
| Laval                                   | Laval—Les Îles                                                                           |                          | François Pilon            | NPD                      |            | Fayçal El-Khoury            | PLC        |
| Laval                                   | Marc-Aurèle-Fortin                                                                       |                          | Alain Giguère             | NPD                      |            | Yves Robillard              | PLC        |
| Laval                                   | Vimy Laval                                                                               |                          | José Núñez-Melo           | PVC                      |            | Eva Nassif                  | PLC        |
| Mauricie                                | Berthier—Maskinongé                                                                      |                          | Ruth Ellen Brosseau       | NPD                      |            | Ruth Ellen Brosseau         | NPD        |
| Mauricie                                | Saint-Maurice—Champlain                                                                  |                          | Lise St-Denis*            | PLC                      |            | François-Philippe Champagne | PLC        |
| Mauricie                                | Trois-Rivières                                                                           |                          | Robert Aubin              | NPD                      |            | Robert Aubin                | NPD        |
| Montérégie                              | Belœil—Chambly Chambly—Borduas                                                           |                          | Matthew Dubé              | NPD                      |            | Matthew Dubé                | NPD        |
| Montérégie                              | Brossard—Saint-Lambert Brossard—La Prairie                                               |                          | Hoang Mai                 | NPD                      |            | Alexandra Mendès            | PLC        |
| Montérégie                              | Châteauguay—Lacolle Châteauguay—Saint-Constant                                           |                          | Sylvain Chicoine          | NPD                      |            | Brenda Shanahan             | PLC        |
| Montérégie                              | La Prairie                                                                               | Nouvelle circonscription | Nouvelle circonscription  | Nouvelle circonscription |            | Jean-Claude Poissant        | PLC        |
| Montérégie                              | Longueuil—Charles-LeMoyne Saint-Lambert                                                  |                          | Sadia Groguhé             | NPD                      |            | Sherry Romanado             | PLC        |
| Montérégie                              | Longueuil—Saint-Hubert Longueuil—Pierre-Boucher                                          |                          | Pierre Nantel             | NPD                      |            | Pierre Nantel               | NPD        |
| Montérégie                              | Montarville Saint-Bruno—Saint-Hubert                                                     |                          | Djaouida Sellah           | NPD                      |            | Michel Picard               | PLC        |
| Montérégie                              | Pierre-Boucher—Les Patriotes—Verchères Verchères—Les Patriotes                           |                          | Sana Hassainia            | Ind.                     |            | Xavier Barsalou-Duval       | BQ         |
| Montérégie                              | Saint-Hyacinthe—Bagot                                                                    |                          | Marie-Claude Morin        | NPD                      |            | Brigitte Sansoucy           | NPD        |
| Montérégie                              | Saint-Jean                                                                               |                          | Tarik Brahmi*             | NPD                      |            | Jean Rioux                  | PLC        |
| Montérégie                              | Salaberry—Suroît Beauharnois-Salaberry                                                   |                          | Anne Minh-Thu Quach       | NPD                      |            | Anne Minh-Thu Quach         | NPD        |
| Montérégie                              | Vaudreuil-Soulanges                                                                      |                          | Jamie Nicholls            | NPD                      |            | Peter Schiefke              | PLC        |
| Montréal                                | Ahuntsic-Cartierville Ahuntsic                                                           |                          | Maria Mourani             | NPD                      |            | Mélanie Joly                | PLC        |
| Montréal                                | Bourassa                                                                                 |                          | Emmanuel Dubourg          | PLC                      |            | Emmanuel Dubourg            | PLC        |
| Montréal                                | Dorval—Lachine—LaSalle Notre-Dame-de-Grâce—Lachine                                       |                          | Isabelle Morin            | NPD                      |            | Anju Dhillon                | PLC        |
| Montréal                                | Hochelaga                                                                                |                          | Marjolaine Boutin-Sweet   | NPD                      |            | Marjolaine Boutin-Sweet     | NPD        |
| Montréal                                | Honoré-Mercier                                                                           |                          | Paulina Ayala             | NPD                      |            | Pablo Rodriguez             | PLC        |
| Montréal                                | La Pointe-de-l'Île                                                                       |                          | Ève Péclet                | NPD                      |            | Mario Beaulieu              | BQ         |
| Montréal                                | Lac-Saint-Louis                                                                          |                          | Francis Scarpaleggia      | PLC                      |            | Francis Scarpaleggia        | PLC        |
| Montréal                                | LaSalle—Émard—Verdun LaSalle—Émard                                                       |                          | Hélène LeBlanc            | NPD                      |            | David Lametti               | PLC        |
| Montréal                                | Laurier—Sainte-Marie                                                                     |                          | Hélène Laverdière         | NPD                      |            | Hélène Laverdière           | NPD        |
| Montréal                                | Mont-Royal                                                                               |                          | Irwin Cotler              | PLC                      |            | Anthony Housefather         | PLC        |
| Montréal                                | Notre-Dame-de-Grâce—Westmount Westmount—Ville-Marie                                      |                          | Marc Garneau              | PLC                      |            | Marc Garneau                | PLC        |
| Montréal                                | Outremont                                                                                |                          | Thomas Mulcair            | NPD                      |            | Thomas Mulcair              | NPD        |
| Montréal                                | Papineau                                                                                 |                          | Justin Trudeau            | PLC                      |            | Justin Trudeau              | PLC        |
| Montréal                                | Pierrefonds—Dollard                                                                      |                          | Lysane Blanchette-Lamothe | NPD                      |            | Frank Baylis                | PLC        |
| Montréal                                | Rosemont—La Petite-Patrie                                                                |                          | Alexandre Boulerice       | NPD                      |            | Alexandre Boulerice         | NPD        |
| Montréal                                | Saint-Laurent Saint-Laurent—Cartierville                                                 |                          | Stéphane Dion             | PLC                      |            | Stéphane Dion               | PLC        |
| Montréal                                | Saint-Léonard—Saint-Michel                                                               |                          | Massimo Pacetti           | PLC                      |            | Nicola Di Iorio             | PLC        |
| Montréal                                | Ville-Marie—Le Sud-Ouest—Île-des-Sœurs Jeanne-Le Ber                                     |                          | Tyrone Benskin            | NPD                      |            | Marc Miller                 | PLC        |
| Outaouais                               | Argenteuil—La Petite-Nation Argenteuil—Papineau—Mirabel                                  |                          | Mylène Freeman            | NPD                      |            | Stéphane Lauzon             | PLC        |
| Outaouais                               | Gatineau                                                                                 |                          | Françoise Boivin          | NPD                      |            | Steven MacKinnon            | PLC        |
| Outaouais                               | Hull—Aylmer                                                                              |                          | Nycole Turmel             | NPD                      |            | Greg Fergus                 | PLC        |
| Outaouais                               | Pontiac                                                                                  |                          | Mathieu Ravignat          | NPD                      |            | William Amos                | PLC        |
| Saguenay–Lac-Saint-Jean                 | Chicoutimi—Le Fjord                                                                      |                          | Dany Morin                | NPD                      |            | Denis Lemieux               | PLC        |
| Saguenay–Lac-Saint-Jean                 | Jonquière Jonquière—Alma                                                                 |                          | Claude Patry*             | BQ                       |            | Karine Trudel               | NPD        |
| Saguenay–Lac-Saint-Jean                 | Lac-Saint-Jean Roberval—Lac-Saint-Jean                                                   |                          | Denis Lebel               | PCC                      |            | Denis Lebel                 | PCC        |
| * député ne se représentant pas         |                                                                                          |                          |                           |                          |            |                             |            |

## Par circonscriptions

### Abitibi-TémiscamingueetNord-du-Québec

#### Abitibi—Baie-James—Nunavik—Eeyou
| Parti                  | Parti                  | Candidat               | Votes  | %     | +/-   | Maj.  |
| ---------------------- | ---------------------- | ---------------------- | ------ | ----- | ----- | ----- |
|                        | NPD                    | Romeo Saganash         | 12 778 | 37,02 | 7,77  | 1 684 |
|                        | Libéral                | Pierre Dufour          | 11 094 | 32,14 | 21,61 |       |
|                        | Bloc québécois         | Luc Ferland            | 6 398  | 18,54 | 0,52  |       |
|                        | Conservateur           | Steven Hébert          | 3 211  | 9,30  | 13,44 |       |
|                        | Vert                   | Patrick Benoît         | 779    | 2,26  | 1,66  |       |
|                        | Rhinocéros             | Mario Gagnon           | 258    | 0,75  | Nv.   |       |
|                        |                        |                        |        |       |       |       |
| Votes valides          | Votes valides          | Votes valides          | 34 518 | 98,27 |       |       |
| Bulletins nuls         | Bulletins nuls         | Bulletins nuls         | 609    | 1,73  |       |       |
| Total                  | Total                  | Total                  | 35 127 | 100   |       |       |
| Abstention             | Abstention             | Abstention             | 28 505 | 44,80 |       |       |
| Inscrits/Participation | Inscrits/Participation | Inscrits/Participation | 63 632 | 55,20 |       |       |

#### Abitibi—Témiscamingue
| Parti                  | Parti                  | Candidat               | Votes  | %     | +/-   | Maj.  |
| ---------------------- | ---------------------- | ---------------------- | ------ | ----- | ----- | ----- |
|                        | NPD                    | Christine Moore        | 20 636 | 41,50 | 9,72  | 5 903 |
|                        | Libéral                | Claude Thibault        | 14 733 | 29,63 | 23,72 |       |
|                        | Bloc québécois         | Yvon Moreau            | 9 651  | 19,41 | 12,15 |       |
|                        | Conservateur           | Benoit Fortin          | 3 425  | 6,89  | 2,99  |       |
|                        | Vert                   | Aline Bégin            | 859    | 1,73  | 0,29  |       |
|                        | Rhinocéros             | Pascal Le Fou Gélinas  | 425    | 0,85  | Nv.   |       |
|                        |                        |                        |        |       |       |       |
| Votes valides          | Votes valides          | Votes valides          | 49 729 | 98,53 |       |       |
| Bulletins nuls         | Bulletins nuls         | Bulletins nuls         | 741    | 1,47  |       |       |
| Total                  | Total                  | Total                  | 50 470 | 100   |       |       |
| Abstention             | Abstention             | Abstention             | 32 498 | 39,17 |       |       |
| Inscrits/Participation | Inscrits/Participation | Inscrits/Participation | 82 968 | 60,83 |       |       |

### Bas-Saint-Laurent

#### Montmagny—L'Islet—Kamouraska—Rivière-du-Loup
| Parti                  | Parti                  | Candidat               | Votes  | %     | +/-   | Maj. |
| ---------------------- | ---------------------- | ---------------------- | ------ | ----- | ----- | ---- |
|                        | Conservateur           | Bernard Généreux       | 14 274 | 28,99 | 7,35  | 272  |
|                        | Libéral                | Marie-Josée Normand    | 14 002 | 28,43 | 22,66 |      |
|                        | NPD                    | François Lapointe      | 11 918 | 24,20 | 12,16 |      |
|                        | Bloc québécois         | Louis Gagnon           | 7 939  | 16,12 | 3,97  |      |
|                        | Vert                   | Chantal Breton         | 823    | 1,67  | 0,22  |      |
|                        | Rhinocéros             | Bien Gras Gagné        | 287    | 0,58  | Nv.   |      |
|                        |                        |                        |        |       |       |      |
| Votes valides          | Votes valides          | Votes valides          | 49 243 | 98,45 |       |      |
| Bulletins nuls         | Bulletins nuls         | Bulletins nuls         | 777    | 1,55  |       |      |
| Total                  | Total                  | Total                  | 50 020 | 100   |       |      |
| Abstention             | Abstention             | Abstention             | 28 652 | 36,42 |       |      |
| Inscrits/Participation | Inscrits/Participation | Inscrits/Participation | 78 672 | 63,58 |       |      |

#### Rimouski-Neigette—Témiscouata—Les Basques
| Parti                  | Parti                  | Candidat                    | Votes  | %     | +/-   | Maj.  |
| ---------------------- | ---------------------- | --------------------------- | ------ | ----- | ----- | ----- |
|                        | NPD                    | Guy Caron                   | 19 374 | 43,11 | 0,13  | 6 780 |
|                        | Libéral                | Pierre Cadieux              | 12 594 | 28,02 | 18,42 |       |
|                        | Bloc québécois         | Johanne Carignan            | 8 673  | 19,30 | 11,53 |       |
|                        | Conservateur           | Francis Fortin              | 3 363  | 7,48  | 7,08  |       |
|                        | Vert                   | Louise Boutin               | 669    | 1,49  | 0,54  |       |
|                        | Rhinocéros             | Sébastien CôRhino Côrriveau | 273    | 0,61  | Nv.   |       |
|                        |                        |                             |        |       |       |       |
| Votes valides          | Votes valides          | Votes valides               | 44 946 | 98,92 |       |       |
| Bulletins nuls         | Bulletins nuls         | Bulletins nuls              | 493    | 1,08  |       |       |
| Total                  | Total                  | Total                       | 45 439 | 100   |       |       |
| Abstention             | Abstention             | Abstention                  | 24 743 | 35,26 |       |       |
| Inscrits/Participation | Inscrits/Participation | Inscrits/Participation      | 70 182 | 64,74 |       |       |

### Capitale-Nationale
| Parti                  | Parti                  | Candidat                 | Votes  | %     | +/-   | Maj.  |
| ---------------------- | ---------------------- | ------------------------ | ------ | ----- | ----- | ----- |
|                        | Conservateur           | Sylvie Boucher           | 16 903 | 33,50 | 13,00 | 3 347 |
|                        | Libéral                | Jean-Roger Vigneau       | 13 556 | 26,87 | 21,29 |       |
|                        | Bloc québécois         | Sébastien Dufour         | 9 650  | 19,13 | 15,72 |       |
|                        | NPD                    | Jonathan Tremblay        | 9 306  | 18,44 | 18,91 |       |
|                        | Vert                   | Patrick Kerr             | 859    | 1,70  | 0,03  |       |
|                        | Forces et Démocratie   | Mario Desjardins Pelchat | 182    | 0,36  | Nv.   |       |
|                        |                        |                          |        |       |       |       |
| Votes valides          | Votes valides          | Votes valides            | 50 456 | 98,35 |       |       |
| Bulletins nuls         | Bulletins nuls         | Bulletins nuls           | 846    | 1,65  |       |       |
| Total                  | Total                  | Total                    | 51 302 | 100   |       |       |
| Abstention             | Abstention             | Abstention               | 25 226 | 32,96 |       |       |
| Inscrits/Participation | Inscrits/Participation | Inscrits/Participation   | 76 528 | 67,04 |       |       |

| Parti                  | Parti                  | Candidat               | Votes  | %     | +/-   | Maj.  |
| ---------------------- | ---------------------- | ---------------------- | ------ | ----- | ----- | ----- |
|                        | Conservateur           | Alupa Clarke           | 15 461 | 30,58 | 4,34  | 2 580 |
|                        | NPD                    | Raymond Côté           | 12 881 | 25,48 | 20,59 |       |
|                        | Libéral                | Antoine Bujold         | 12 854 | 25,42 | 19,43 |       |
|                        | Bloc québécois         | Doni Berberi           | 7 467  | 14,77 | 4,66  |       |
|                        | Vert                   | Dalila Elhak           | 1 220  | 2,41  | 0,61  |       |
|                        | Libertarien            | Francis Bédard         | 423    | 0,84  | Nv.   |       |
|                        | Marxiste-Léniniste     | Claude Moreau          | 128    | 0,25  | 0,02  |       |
|                        | Forces et Démocratie   | Bladimir Laborit       | 124    | 0,25  | Nv.   |       |
|                        |                        |                        |        |       |       |       |
| Votes valides          | Votes valides          | Votes valides          | 50 558 | 98,17 |       |       |
| Bulletins nuls         | Bulletins nuls         | Bulletins nuls         | 941    | 1,83  |       |       |
| Total                  | Total                  | Total                  | 51 499 | 100   |       |       |
| Abstention             | Abstention             | Abstention             | 27 300 | 34,65 |       |       |
| Inscrits/Participation | Inscrits/Participation | Inscrits/Participation | 78 799 | 65,35 |       |       |

| Parti                  | Parti                  | Candidat               | Votes  | %     | +/-   | Maj.   |
| ---------------------- | ---------------------- | ---------------------- | ------ | ----- | ----- | ------ |
|                        | Conservateur           | Pierre Paul-Hus        | 24 608 | 42,24 | 11,98 | 11 083 |
|                        | Libéral                | René-Paul Coly         | 13 525 | 23,22 | 16,68 |        |
|                        | NPD                    | Anne-Marie Day         | 11 690 | 20,07 | 24,94 |        |
|                        | Bloc québécois         | Marc Antoine Turmel    | 7 177  | 12,32 | 3,97  |        |
|                        | Vert                   | Nathalie Baudet        | 1 256  | 2,16  | 0,61  |        |
|                        |                        |                        |        |       |       |        |
| Votes valides          | Votes valides          | Votes valides          | 58 256 | 98,54 |       |        |
| Bulletins nuls         | Bulletins nuls         | Bulletins nuls         | 866    | 1,46  |       |        |
| Total                  | Total                  | Total                  | 59 122 | 100   |       |        |
| Abstention             | Abstention             | Abstention             | 25 708 | 30,31 |       |        |
| Inscrits/Participation | Inscrits/Participation | Inscrits/Participation | 84 830 | 69,69 |       |        |

| Parti                  | Parti                  | Candidat                    | Votes  | %     | +/-   | Maj.  |
| ---------------------- | ---------------------- | --------------------------- | ------ | ----- | ----- | ----- |
|                        | Libéral                | Joël Lightbound             | 21 516 | 34,85 | 21,44 | 4 727 |
|                        | Conservateur           | Jean-Pierre Asselin         | 16 789 | 27,19 | 5,35  |       |
|                        | NPD                    | Denis Blanchette            | 12 850 | 20,81 | 17,84 |       |
|                        | Bloc québécois         | Caroline Pageau             | 8 900  | 14,41 | 9,80  |       |
|                        | Vert                   | Andrée-Anne Beaudoin-Julien | 1 561  | 2,53  | 0,88  |       |
|                        | Héritage chrétien      | Stefan Jetchick             | 128    | 0,21  | 0,03  |       |
|                        |                        |                             |        |       |       |       |
| Votes valides          | Votes valides          | Votes valides               | 61 744 | 98,99 |       |       |
| Bulletins nuls         | Bulletins nuls         | Bulletins nuls              | 627    | 1,01  |       |       |
| Total                  | Total                  | Total                       | 62 371 | 100   |       |       |
| Abstention             | Abstention             | Abstention                  | 19 005 | 23,35 |       |       |
| Inscrits/Participation | Inscrits/Participation | Inscrits/Participation      | 81 376 | 76,65 |       |       |

| Parti                  | Parti                  | Candidat               | Votes  | %     | +/-   | Maj.   |
| ---------------------- | ---------------------- | ---------------------- | ------ | ----- | ----- | ------ |
|                        | Conservateur           | Gérard Deltell         | 32 637 | 50,46 | 12,87 | 18 785 |
|                        | Libéral                | Youri Rousseau         | 13 852 | 21,42 | 15,06 |        |
|                        | NPD                    | G. Daniel Caron        | 10 296 | 15,92 | 23,95 |        |
|                        | Bloc québécois         | Ronald Sirard          | 6 688  | 10,34 | 4,02  |        |
|                        | Vert                   | Michel Savard          | 1 210  | 1,87  | 0,36  |        |
|                        |                        |                        |        |       |       |        |
| Votes valides          | Votes valides          | Votes valides          | 64 683 | 98,70 |       |        |
| Bulletins nuls         | Bulletins nuls         | Bulletins nuls         | 852    | 1,30  |       |        |
| Total                  | Total                  | Total                  | 65 535 | 100   |       |        |
| Abstention             | Abstention             | Abstention             | 26 837 | 29,05 |       |        |
| Inscrits/Participation | Inscrits/Participation | Inscrits/Participation | 92 372 | 70,95 |       |        |

| Parti                  | Parti                  | Candidat               | Votes  | %     | +/-   | Maj.   |
| ---------------------- | ---------------------- | ---------------------- | ------ | ----- | ----- | ------ |
|                        | Conservateur           | Joël Godin             | 27 290 | 43,97 | Abs.  | 13 604 |
|                        | NPD                    | Élaine Michaud         | 13 686 | 22,05 | 20,62 |        |
|                        | Libéral                | David Gauvin           | 13 322 | 21,47 | 14,87 |        |
|                        | Bloc québécois         | Raymond Harvey         | 6 665  | 10,74 | 9,74  |        |
|                        | Vert                   | Johanne Morin          | 1 096  | 1,77  | 0,67  |        |
|                        |                        |                        |        |       |       |        |
| Votes valides          | Votes valides          | Votes valides          | 62 059 | 98,76 |       |        |
| Bulletins nuls         | Bulletins nuls         | Bulletins nuls         | 781    | 1,24  |       |        |
| Total                  | Total                  | Total                  | 62 840 | 100   |       |        |
| Abstention             | Abstention             | Abstention             | 25 497 | 28,86 |       |        |
| Inscrits/Participation | Inscrits/Participation | Inscrits/Participation | 88 337 | 71,14 |       |        |

#### Québec
| Parti                  | Parti                  | Candidat               | Votes  | %     | +/-   | Maj.  |
| ---------------------- | ---------------------- | ---------------------- | ------ | ----- | ----- | ----- |
|                        | Libéral                | Jean-Yves Duclos       | 15 566 | 28,90 | 19,88 | 1 000 |
|                        | NPD                    | Annick Papillon        | 14 566 | 27,04 | 15,60 |       |
|                        | Conservateur           | Pierre-Thomas Asselin  | 11 737 | 21,79 | 4,02  |       |
|                        | Bloc québécois         | Charles Mordret        | 10 153 | 18,85 | 9,11  |       |
|                        | Vert                   | Philippe Riboty        | 1 570  | 2,91  | 0,73  |       |
|                        | Marxiste-Léniniste     | Normand Fournier       | 153    | 0,28  | Abs.  |       |
|                        | Forces et Démocratie   | Danielle Provost       | 122    | 0,23  | Nv.   |       |
|                        |                        |                        |        |       |       |       |
| Votes valides          | Votes valides          | Votes valides          | 53 867 | 98,50 |       |       |
| Bulletins nuls         | Bulletins nuls         | Bulletins nuls         | 820    | 1,50  |       |       |
| Total                  | Total                  | Total                  | 54 687 | 100   |       |       |
| Abstention             | Abstention             | Abstention             | 24 906 | 31,29 |       |       |
| Inscrits/Participation | Inscrits/Participation | Inscrits/Participation | 79 593 | 68,71 |       |       |

### Centre-du-Québec

#### Bécancour—Nicolet—Saurel
| Parti                  | Parti                  | Candidat               | Votes  | %     | +/-   | Maj.  |
| ---------------------- | ---------------------- | ---------------------- | ------ | ----- | ----- | ----- |
|                        | Bloc québécois         | Louis Plamondon        | 20 871 | 39,98 | 1,68  | 8 205 |
|                        | Libéral                | Claude Carpentier      | 12 666 | 24,26 | 14,16 |       |
|                        | NPD                    | Nicolas Tabah          | 11 531 | 22,09 | 13,51 |       |
|                        | Conservateur           | Yves Laberge           | 5 955  | 11,41 | 1,62  |       |
|                        | Vert                   | Corina Bastiani        | 1 182  | 2,26  | 0,71  |       |
|                        |                        |                        |        |       |       |       |
| Votes valides          | Votes valides          | Votes valides          | 52 205 | 98,20 |       |       |
| Bulletins nuls         | Bulletins nuls         | Bulletins nuls         | 958    | 1,80  |       |       |
| Total                  | Total                  | Total                  | 53 163 | 100   |       |       |
| Abstention             | Abstention             | Abstention             | 25 571 | 32,48 |       |       |
| Inscrits/Participation | Inscrits/Participation | Inscrits/Participation | 78 734 | 67,52 |       |       |

#### Drummond
| Parti                  | Parti                  | Candidat               | Votes  | %     | +/-   | Maj.  |
| ---------------------- | ---------------------- | ---------------------- | ------ | ----- | ----- | ----- |
|                        | NPD                    | François Choquette     | 15 833 | 30,46 | 21,18 | 2 040 |
|                        | Libéral                | Pierre Côté            | 13 793 | 26,54 | 18,15 |       |
|                        | Bloc québécois         | Diane Bourgeois        | 11 862 | 22,82 | 0,87  |       |
|                        | Conservateur           | Pascale Déry           | 9 221  | 17,74 | 1,81  |       |
|                        | Vert                   | Émile Coderre          | 1 270  | 2,44  | 0,36  |       |
|                        |                        |                        |        |       |       |       |
| Votes valides          | Votes valides          | Votes valides          | 51 979 | 97,93 |       |       |
| Bulletins nuls         | Bulletins nuls         | Bulletins nuls         | 1 098  | 2,07  |       |       |
| Total                  | Total                  | Total                  | 53 077 | 100   |       |       |
| Abstention             | Abstention             | Abstention             | 28 378 | 34,84 |       |       |
| Inscrits/Participation | Inscrits/Participation | Inscrits/Participation | 81 455 | 65,16 |       |       |

#### Richmond—Arthabaska
| Parti                  | Parti                  | Candidat               | Votes  | %     | +/-   | Maj.  |
| ---------------------- | ---------------------- | ---------------------- | ------ | ----- | ----- | ----- |
|                        | Conservateur           | Alain Rayes            | 18 505 | 31,57 | 6,91  | 4 042 |
|                        | Libéral                | Marc Desmarais         | 14 463 | 24,67 | 17,71 |       |
|                        | NPD                    | Myriam Beaulieu        | 14 213 | 24,25 | 8,24  |       |
|                        | Bloc québécois         | Olivier Nolin          | 10 068 | 17,18 | 16,65 |       |
|                        | Vert                   | Laurier Busque         | 984    | 1,68  | 0,38  |       |
|                        | Rhinocéros             | Antoine Dubois         | 384    | 0,24  | Nv.   |       |
|                        |                        |                        |        |       |       |       |
| Votes valides          | Votes valides          | Votes valides          | 58 617 | 98,47 |       |       |
| Bulletins nuls         | Bulletins nuls         | Bulletins nuls         | 912    | 1,53  |       |       |
| Total                  | Total                  | Total                  | 59 529 | 100   |       |       |
| Abstention             | Abstention             | Abstention             | 26 365 | 30,69 |       |       |
| Inscrits/Participation | Inscrits/Participation | Inscrits/Participation | 85 894 | 69,31 |       |       |

### Chaudière-Appalaches
| Parti                  | Parti                  | Candidat               | Votes  | %     | +/-   | Maj.   |
| ---------------------- | ---------------------- | ---------------------- | ------ | ----- | ----- | ------ |
|                        | Conservateur           | Maxime Bernier         | 32 910 | 58,89 | 8,18  | 20 468 |
|                        | Libéral                | Adam Veilleux          | 12 442 | 22,26 | 11,22 |        |
|                        | NPD                    | Daniel Royer           | 5 443  | 9,74  | 20,21 |        |
|                        | Bloc québécois         | Stéphane Trudel        | 4 144  | 7,42  | 0,73  |        |
|                        | Vert                   | Céline Brown MacDonald | 943    | 1,69  | 0,08  |        |
|                        |                        |                        |        |       |       |        |
| Votes valides          | Votes valides          | Votes valides          | 55 882 | 98,74 |       |        |
| Bulletins nuls         | Bulletins nuls         | Bulletins nuls         | 712    | 1,26  |       |        |
| Total                  | Total                  | Total                  | 56 594 | 100   |       |        |
| Abstention             | Abstention             | Abstention             | 39 104 | 33,96 |       |        |
| Inscrits/Participation | Inscrits/Participation | Inscrits/Participation | 85 698 | 66,04 |       |        |

| Parti                  | Parti                  | Candidat               | Votes  | %     | +/-   | Maj.   |
| ---------------------- | ---------------------- | ---------------------- | ------ | ----- | ----- | ------ |
|                        | Conservateur           | Steven Blaney          | 31 872 | 50,92 | 6,97  | 18 911 |
|                        | Libéral                | Jacques Turgeon        | 12 961 | 20,71 | 14,89 |        |
|                        | NPD                    | Jean-Luc Daigle        | 8 516  | 13,60 | 20,21 |        |
|                        | Bloc québécois         | Antoine Dubé           | 7 217  | 11,53 | 3,36  |        |
|                        | Vert                   | André Bélisle          | 2 032  | 3,25  | 1,71  |        |
|                        |                        |                        |        |       |       |        |
| Votes valides          | Votes valides          | Votes valides          | 62 598 | 98,70 |       |        |
| Bulletins nuls         | Bulletins nuls         | Bulletins nuls         | 824    | 1,30  |       |        |
| Total                  | Total                  | Total                  | 63 422 | 100   |       |        |
| Abstention             | Abstention             | Abstention             | 29 297 | 31,60 |       |        |
| Inscrits/Participation | Inscrits/Participation | Inscrits/Participation | 92 719 | 68,40 |       |        |

| Parti                  | Parti                  | Candidat               | Votes  | %     | +/-   | Maj.   |
| ---------------------- | ---------------------- | ---------------------- | ------ | ----- | ----- | ------ |
|                        | Conservateur           | Jacques Gourde         | 31 357 | 50,10 | 10,22 | 17 795 |
|                        | Libéral                | Claude Boucher         | 13 562 | 21,67 | 16,58 |        |
|                        | NPD                    | Hélène Bilodeau        | 9 246  | 14,77 | 23,73 |        |
|                        | Bloc québécois         | Steve Gagné            | 7 163  | 11,44 | 3,44  |        |
|                        | Vert                   | Tina Biello            | 1 124  | 1,80  | 0,14  |        |
|                        | Alliance du Nord       | François Bélanger      | 136    | 0,22  | Nv.   |        |
|                        |                        |                        |        |       |       |        |
| Votes valides          | Votes valides          | Votes valides          | 62 588 | 98,47 |       |        |
| Bulletins nuls         | Bulletins nuls         | Bulletins nuls         | 975    | 1,53  |       |        |
| Total                  | Total                  | Total                  | 63 563 | 100   |       |        |
| Abstention             | Abstention             | Abstention             | 23 776 | 27,22 |       |        |
| Inscrits/Participation | Inscrits/Participation | Inscrits/Participation | 87 339 | 72,78 |       |        |

| Parti                  | Parti                  | Candidat               | Votes  | %     | +/-   | Maj.  |
| ---------------------- | ---------------------- | ---------------------- | ------ | ----- | ----- | ----- |
|                        | Conservateur           | Luc Berthold           | 16 479 | 35,42 | 13,72 | 3 441 |
|                        | Libéral                | David Berthiaume       | 13 308 | 28,14 | 22,31 |       |
|                        | NPD                    | Jean-François Delisle  | 10 386 | 21,96 | 4,29  |       |
|                        | Bloc québécois         | Virginie Provost       | 5 838  | 12,35 | 4,41  |       |
|                        | Vert                   | Justin Gervais         | 1 006  | 2,13  | 0,66  |       |
|                        |                        |                        |        |       |       |       |
| Votes valides          | Votes valides          | Votes valides          | 47 287 | 98,05 |       |       |
| Bulletins nuls         | Bulletins nuls         | Bulletins nuls         | 941    | 1,95  |       |       |
| Total                  | Total                  | Total                  | 48 228 | 100   |       |       |
| Abstention             | Abstention             | Abstention             | 23 425 | 32,69 |       |       |
| Inscrits/Participation | Inscrits/Participation | Inscrits/Participation | 71 653 | 67,31 |       |       |

### Côte-Nord

#### Manicouagan
| Parti                  | Parti                  | Candidat                 | Votes  | %     | +/-   | Maj.  |
| ---------------------- | ---------------------- | ------------------------ | ------ | ----- | ----- | ----- |
|                        | Bloc québécois         | Marilène Gill            | 17 338 | 41,25 | 10,01 | 4 995 |
|                        | Libéral                | Mario Tremblay           | 12 343 | 29,37 | 23,77 |       |
|                        | NPD                    | Jonathan Genest-Jourdain | 7 359  | 17,51 | 31,42 |       |
|                        | Conservateur           | Yvon Boudreau            | 4 317  | 10,27 | 1,28  |       |
|                        | Vert                   | Nathan Grills            | 673    | 1,60  | 1,07  |       |
|                        |                        |                          |        |       |       |       |
| Votes valides          | Votes valides          | Votes valides            | 42 030 | 98,49 |       |       |
| Bulletins nuls         | Bulletins nuls         | Bulletins nuls           | 645    | 1,51  |       |       |
| Total                  | Total                  | Total                    | 42 675 | 100   |       |       |
| Abstention             | Abstention             | Abstention               | 32 554 | 43,27 |       |       |
| Inscrits/Participation | Inscrits/Participation | Inscrits/Participation   | 75 229 | 56,73 |       |       |

### Estrie
| Parti                  | Parti                  | Candidat               | Votes  | %     | +/-   | Maj.   |
| ---------------------- | ---------------------- | ---------------------- | ------ | ----- | ----- | ------ |
|                        | Libéral                | Denis Paradis          | 25 744 | 43,88 | 21,82 | 11 361 |
|                        | NPD                    | Catherine Lusson       | 14 383 | 24,51 | 18,13 |        |
|                        | Bloc québécois         | Patrick Melchior       | 10 252 | 17,47 | 3,79  |        |
|                        | Conservateur           | Charles Poulin         | 6 724  | 11,46 | 0,45  |        |
|                        | Vert                   | Cindy Moynan           | 1 377  | 2,35  | 0,22  |        |
|                        | Forces et Démocratie   | Patrick Paine          | 195    | 0,33  | Nv.   |        |
|                        |                        |                        |        |       |       |        |
| Votes valides          | Votes valides          | Votes valides          | 58 675 | 98,79 |       |        |
| Bulletins nuls         | Bulletins nuls         | Bulletins nuls         | 716    | 1,21  |       |        |
| Total                  | Total                  | Total                  | 59 391 | 100   |       |        |
| Abstention             | Abstention             | Abstention             | 25 727 | 30,23 |       |        |
| Inscrits/Participation | Inscrits/Participation | Inscrits/Participation | 85 118 | 69,77 |       |        |

| Parti                  | Parti                  | Candidat               | Votes  | %     | +/-   | Maj.  |
| ---------------------- | ---------------------- | ---------------------- | ------ | ----- | ----- | ----- |
|                        | Libéral                | Marie-Claude Bibeau    | 20 582 | 36,88 | 24,77 | 5 282 |
|                        | NPD                    | Jean Rousseau          | 15 300 | 27,41 | 20,18 |       |
|                        | Bloc québécois         | France Bonsant         | 11 551 | 20,70 | 5,33  |       |
|                        | Conservateur           | Gustavo Labrador       | 6 978  | 12,50 | 0,69  |       |
|                        | Vert                   | Korie Marshall         | 1 085  | 1,94  | 0,51  |       |
|                        | Rhinocéros             | Kévin Côté             | 315    | 0,56  | Nv.   |       |
|                        |                        |                        |        |       |       |       |
| Votes valides          | Votes valides          | Votes valides          | 55 811 | 98,68 |       |       |
| Bulletins nuls         | Bulletins nuls         | Bulletins nuls         | 748    | 1,32  |       |       |
| Total                  | Total                  | Total                  | 56 559 | 100   |       |       |
| Abstention             | Abstention             | Abstention             | 25 678 | 31,22 |       |       |
| Inscrits/Participation | Inscrits/Participation | Inscrits/Participation | 82 237 | 68,78 |       |       |

| Parti                  | Parti                  | Candidat               | Votes  | %     | +/-   | Maj.  |
| ---------------------- | ---------------------- | ---------------------- | ------ | ----- | ----- | ----- |
|                        | Libéral                | Pierre Breton          | 22 957 | 38,96 | 29,97 | 9 012 |
|                        | NPD                    | Claire Mailhot         | 13 945 | 23,67 | 27,42 |       |
|                        | Bloc québécois         | Jocelyn Beaudoin       | 13 092 | 22,22 | 1,15  |       |
|                        | Conservateur           | Sylvie Fontaine        | 7 529  | 12,78 | 1,87  |       |
|                        | Vert                   | Simon McMillan         | 1 397  | 2,37  | 0,48  |       |
|                        |                        |                        |        |       |       |       |
| Votes valides          | Votes valides          | Votes valides          | 58 920 | 97,84 |       |       |
| Bulletins nuls         | Bulletins nuls         | Bulletins nuls         | 1 299  | 2,16  |       |       |
| Total                  | Total                  | Total                  | 60 219 | 100   |       |       |
| Abstention             | Abstention             | Abstention             | 28 314 | 31,98 |       |       |
| Inscrits/Participation | Inscrits/Participation | Inscrits/Participation | 88 533 | 68,02 |       |       |

| Parti                  | Parti                  | Candidat               | Votes  | %     | +/-   | Maj.  |
| ---------------------- | ---------------------- | ---------------------- | ------ | ----- | ----- | ----- |
|                        | NPD                    | Pierre-Luc Dusseault   | 21 410 | 37,36 | 5,74  | 4 339 |
|                        | Libéral                | Tom Allen              | 17 071 | 29,79 | 20,14 |       |
|                        | Bloc québécois         | Caroline Bouchard      | 11 717 | 20,45 | 15,44 |       |
|                        | Conservateur           | Marc Dauphin           | 5 391  | 9,41  | 0,21  |       |
|                        | Vert                   | Sophie Malouin         | 1 143  | 1,99  | 0,27  |       |
|                        | Indépendant            | Benoit Huberdeau       | 303    | 0,53  | Nv.   |       |
|                        | Rhinocéros             | Hubert Richard         | 265    | 0,46  | 0,01  |       |
|                        |                        |                        |        |       |       |       |
| Votes valides          | Votes valides          | Votes valides          | 57 300 | 98,63 |       |       |
| Bulletins nuls         | Bulletins nuls         | Bulletins nuls         | 796    | 1,37  |       |       |
| Total                  | Total                  | Total                  | 58 096 | 100   |       |       |
| Abstention             | Abstention             | Abstention             | 29 562 | 33,72 |       |       |
| Inscrits/Participation | Inscrits/Participation | Inscrits/Participation | 87 658 | 66,28 |       |       |

### Gaspésie–Îles-de-la-Madeleine

#### Avignon—La Mitis—Matane—Matapédia
| Parti                  | Parti                  | Candidat               | Votes  | %     | +/-   | Maj.  |
| ---------------------- | ---------------------- | ---------------------- | ------ | ----- | ----- | ----- |
|                        | Libéral                | Rémi Massé             | 14 378 | 39,55 | 13,97 | 6 737 |
|                        | Bloc québécois         | Kédina Fleury-Samson   | 7 641  | 21,02 | 15,03 |       |
|                        | NPD                    | Joël Charest           | 7 340  | 20,19 | 1,17  |       |
|                        | Forces et Démocratie   | Jean-François Fortin   | 4 229  | 11,63 | Nv.   |       |
|                        | Conservateur           | André Savoie           | 2 228  | 6,13  | 8,86  |       |
|                        | Vert                   | Sherri Springle        | 365    | 1,00  | 1,02  |       |
|                        | Rhinocéros             | Éric Normand           | 175    | 0,48  | Nv.   |       |
|                        |                        |                        |        |       |       |       |
| Votes valides          | Votes valides          | Votes valides          | 36 356 | 98,87 |       |       |
| Bulletins nuls         | Bulletins nuls         | Bulletins nuls         | 416    | 1,13  |       |       |
| Total                  | Total                  | Total                  | 36 772 | 100   |       |       |
| Abstention             | Abstention             | Abstention             | 24 118 | 39,61 |       |       |
| Inscrits/Participation | Inscrits/Participation | Inscrits/Participation | 60 890 | 60,39 |       |       |

#### Gaspésie–Les Îles-de-la-Madeleine
| Parti                  | Parti                  | Candidat               | Votes  | %     | +/-   | Maj.  |
| ---------------------- | ---------------------- | ---------------------- | ------ | ----- | ----- | ----- |
|                        | Libéral                | Diane Lebouthillier    | 15 345 | 38,73 | 23,70 | 2 460 |
|                        | NPD                    | Philip Toone           | 12 885 | 32,52 | 1,24  |       |
|                        | Bloc québécois         | Nicolas Roussy         | 8 289  | 20,92 | 10,72 |       |
|                        | Conservateur           | Jean-Pierre Pigeon     | 2 398  | 6,05  | 11,04 |       |
|                        | Vert                   | Jim Morisson           | 400    | 1,01  | 1,47  |       |
|                        | Rhinocéros             | Max Boudreau           | 300    | 0,76  | Nv.   |       |
|                        |                        |                        |        |       |       |       |
| Votes valides          | Votes valides          | Votes valides          | 39 617 | 99,01 |       |       |
| Bulletins nuls         | Bulletins nuls         | Bulletins nuls         | 395    | 0,99  |       |       |
| Total                  | Total                  | Total                  | 40 012 | 100   |       |       |
| Abstention             | Abstention             | Abstention             | 25 771 | 39,18 |       |       |
| Inscrits/Participation | Inscrits/Participation | Inscrits/Participation | 65 783 | 60,82 |       |       |

### Lanaudière
| Parti                  | Parti                  | Candidat               | Votes  | %     | +/-   | Maj.  |
| ---------------------- | ---------------------- | ---------------------- | ------ | ----- | ----- | ----- |
|                        | Bloc québécois         | Gabriel Ste-Marie      | 18 875 | 33,30 | 0,40  | 2 880 |
|                        | Libéral                | Michel Bourgeois       | 15 995 | 28,22 | 22,02 |       |
|                        | NPD                    | Danielle Landreville   | 14 566 | 25,69 | 21,64 |       |
|                        | Conservateur           | Soheil Eid             | 5 705  | 10,06 | 0,39  |       |
|                        | Vert                   | Mathieu Morin          | 1 335  | 2,35  | 1,55  |       |
|                        | Forces et Démocratie   | Robert D. Morais       | 213    | 0,38  | Nv.   |       |
|                        |                        |                        |        |       |       |       |
| Votes valides          | Votes valides          | Votes valides          | 56 689 | 98,08 |       |       |
| Bulletins nuls         | Bulletins nuls         | Bulletins nuls         | 1 109  | 1,92  |       |       |
| Total                  | Total                  | Total                  | 57 798 | 100   |       |       |
| Abstention             | Abstention             | Abstention             | 28 489 | 33,02 |       |       |
| Inscrits/Participation | Inscrits/Participation | Inscrits/Participation | 86 287 | 66,98 |       |       |

| Parti                  | Parti                  | Candidat               | Votes  | %     | +/-   | Maj.  |
| ---------------------- | ---------------------- | ---------------------- | ------ | ----- | ----- | ----- |
|                        | Bloc québécois         | Luc Thériault          | 19 405 | 36,61 | 6,45  | 4 921 |
|                        | Libéral                | Louis-Charles Thouin   | 14 484 | 27,32 | 21,93 |       |
|                        | NPD                    | Martin Leclerc         | 12 431 | 23,45 | 29,52 |       |
|                        | Conservateur           | Gisèle Desroches       | 5 093  | 9,61  | 1,74  |       |
|                        | Vert                   | Yumi Ang               | 976    | 1,84  | 1,77  |       |
|                        | Forces et Démocratie   | Manon Perreault        | 620    | 1,17  | Nv.   |       |
|                        |                        |                        |        |       |       |       |
| Votes valides          | Votes valides          | Votes valides          | 53 009 | 97,74 |       |       |
| Bulletins nuls         | Bulletins nuls         | Bulletins nuls         | 1 226  | 2,26  |       |       |
| Total                  | Total                  | Total                  | 54 235 | 100   |       |       |
| Abstention             | Abstention             | Abstention             | 29 573 | 35,29 |       |       |
| Inscrits/Participation | Inscrits/Participation | Inscrits/Participation | 83 808 | 64,71 |       |       |

| Parti                  | Parti                  | Candidat               | Votes  | %     | +/-   | Maj.  |
| ---------------------- | ---------------------- | ---------------------- | ------ | ----- | ----- | ----- |
|                        | Bloc québécois         | Monique Pauzé          | 22 618 | 34,68 | 3,59  | 4 820 |
|                        | Libéral                | Adriana Dudas          | 17 798 | 27,29 | 19,49 |       |
|                        | NPD                    | Réjean Bellemare       | 15 167 | 23,26 | 28,66 |       |
|                        | Conservateur           | Jonathan Lefebvre      | 7 053  | 10,82 | 3,38  |       |
|                        | Forces et Démocratie   | Johnathan Cloutier     | 1 333  | 2,04  | Nv.   |       |
|                        | Vert                   | Yoland Gilbert         | 1 242  | 1,90  | 0,16  |       |
|                        |                        |                        |        |       |       |       |
| Votes valides          | Votes valides          | Votes valides          | 65 211 | 98,22 |       |       |
| Bulletins nuls         | Bulletins nuls         | Bulletins nuls         | 1 179  | 1,78  |       |       |
| Total                  | Total                  | Total                  | 66 390 | 100   |       |       |
| Abstention             | Abstention             | Abstention             | 25 727 | 27,93 |       |       |
| Inscrits/Participation | Inscrits/Participation | Inscrits/Participation | 92 117 | 72,07 |       |       |

| Parti                  | Parti                  | Candidat               | Votes  | %     | +/-   | Maj.  |
| ---------------------- | ---------------------- | ---------------------- | ------ | ----- | ----- | ----- |
|                        | Bloc québécois         | Michel Boudrias        | 19 238 | 33,01 | 2,17  | 2 922 |
|                        | Libéral                | Michèle Audette        | 16 316 | 27,99 | 19,45 |       |
|                        | NPD                    | Charmaine Borg         | 14 928 | 25,61 | 23,73 |       |
|                        | Conservateur           | Michel Surprenant      | 6 615  | 11,35 | 2,21  |       |
|                        | Vert                   | Susan Moen             | 1 016  | 1,74  | 0,39  |       |
|                        | Forces et Démocratie   | Louis Clément Sénat    | 171    | 0,29  | Nv.   |       |
|                        |                        |                        |        |       |       |       |
| Votes valides          | Votes valides          | Votes valides          | 58 284 | 97,89 |       |       |
| Bulletins nuls         | Bulletins nuls         | Bulletins nuls         | 1 256  | 2,11  |       |       |
| Total                  | Total                  | Total                  | 59 540 | 100   |       |       |
| Abstention             | Abstention             | Abstention             | 24 962 | 29,54 |       |       |
| Inscrits/Participation | Inscrits/Participation | Inscrits/Participation | 84 502 | 70,46 |       |       |

### Laurentides
| Parti                  | Parti                  | Candidat               | Votes  | %     | +/-   | Maj.  |
| ---------------------- | ---------------------- | ---------------------- | ------ | ----- | ----- | ----- |
|                        | Libéral                | David Graham           | 20 277 | 32,10 | 19,43 | 1 485 |
|                        | Bloc québécois         | Johanne Régimbald      | 18 792 | 29,75 | 1,70  |       |
|                        | NPD                    | Simon-Pierre Landry    | 16 644 | 26,35 | 17,48 |       |
|                        | Conservateur           | Sylvain Charron        | 6 209  | 9,83  | 0,56  |       |
|                        | Vert                   | Niloufar Hedjazi       | 1 251  | 1,98  | 0,53  |       |
|                        |                        |                        |        |       |       |       |
| Votes valides          | Votes valides          | Votes valides          | 63 173 | 98,40 |       |       |
| Bulletins nuls         | Bulletins nuls         | Bulletins nuls         | 1 030  | 1,60  |       |       |
| Total                  | Total                  | Total                  | 64 203 | 100   |       |       |
| Abstention             | Abstention             | Abstention             | 32 645 | 33,71 |       |       |
| Inscrits/Participation | Inscrits/Participation | Inscrits/Participation | 96 848 | 66,29 |       |       |

| Parti                  | Parti                  | Candidat               | Votes  | %     | Maj. |  |
| ---------------------- | ---------------------- | ---------------------- | ------ | ----- | ---- |  |
|                        | Bloc québécois         | Simon Marcil           | 18 710 | 31,49 | 837  |  |
|                        | NPD                    | Mylène Freeman         | 17 873 | 30,08 |      |  |
|                        | Libéral                | Karl Trudel            | 15 514 | 26,11 |      |  |
|                        | Conservateur           | Gordon Ferguson        | 6 020  | 10,13 |      |  |
|                        | Vert                   | Jocelyn Gifford        | 1 301  | 2,19  |      |  |
|                        |                        |                        |        |       |      |  |
| Votes valides          | Votes valides          | Votes valides          | 59 418 | 98,06 |      |  |
| Bulletins nuls         | Bulletins nuls         | Bulletins nuls         | 1 178  | 1,94  |      |  |
| Total                  | Total                  | Total                  | 60 596 | 100   |      |  |
| Abstention             | Abstention             | Abstention             | 27 342 | 31,09 |      |  |
| Inscrits/Participation | Inscrits/Participation | Inscrits/Participation | 87 938 | 68,91 |      |  |

| Parti                  | Parti                  | Candidat               | Votes  | %     | +/-   | Maj.  |
| ---------------------- | ---------------------- | ---------------------- | ------ | ----- | ----- | ----- |
|                        | Libéral                | Linda Lapointe         | 18 787 | 32,37 | 22,20 | 1 676 |
|                        | NPD                    | Laurin Liu             | 17 111 | 29,48 | 19,73 |       |
|                        | Bloc québécois         | Félix Pinel            | 14 755 | 25,42 | 3,13  |       |
|                        | Conservateur           | Érick Gauthier         | 6 099  | 10,51 | 0,80  |       |
|                        | Vert                   | Alec Ware              | 1 136  | 1,96  | 0,40  |       |
|                        | Indépendant            | Luis Quinteros         | 158    | 0,27  | -     |       |
|                        |                        |                        |        |       |       |       |
| Votes valides          | Votes valides          | Votes valides          | 58 046 | 98,43 |       |       |
| Bulletins nuls         | Bulletins nuls         | Bulletins nuls         | 927    | 1,57  |       |       |
| Total                  | Total                  | Total                  | 58 973 | 100   |       |       |
| Abstention             | Abstention             | Abstention             | 22 555 | 27,67 |       |       |
| Inscrits/Participation | Inscrits/Participation | Inscrits/Participation | 81 528 | 72,33 |       |       |

| Parti                  | Parti                  | Candidat               | Votes  | %     | +/-   | Maj.  |
| ---------------------- | ---------------------- | ---------------------- | ------ | ----- | ----- | ----- |
|                        | Bloc québécois         | Rhéal Fortin           | 18 157 | 32,05 | 3,84  | 1 080 |
|                        | NPD                    | Pierre Dionne Labelle  | 17 077 | 30,14 | 25,14 |       |
|                        | Libéral                | Janice Bélair Rolland  | 14 933 | 26,36 | 20,01 |       |
|                        | Conservateur           | Romain Vignol          | 4 793  | 8,46  | 0,11  |       |
|                        | Vert                   | Joey Leckman           | 1 436  | 2,53  | 0,71  |       |
|                        | Rhinocéros             | Fobozof A. Côté        | 261    | 0,46  | Nv.   |       |
|                        |                        |                        |        |       |       |       |
| Votes valides          | Votes valides          | Votes valides          | 56 657 | 98,19 |       |       |
| Bulletins nuls         | Bulletins nuls         | Bulletins nuls         | 1 044  | 1,81  |       |       |
| Total                  | Total                  | Total                  | 57 701 | 100   |       |       |
| Abstention             | Abstention             | Abstention             | 31 966 | 35,65 |       |       |
| Inscrits/Participation | Inscrits/Participation | Inscrits/Participation | 89 667 | 64,35 |       |       |

#### Thérèse-De Blainville
| Parti                  | Parti                  | Candidat               | Votes  | %     | Maj.  |  |
| ---------------------- | ---------------------- | ---------------------- | ------ | ----- | ----- |  |
|                        | Libéral                | Ramez Ayoub            | 18 281 | 32,50 | 3 043 |  |
|                        | Bloc québécois         | Alain Marginean        | 15 238 | 27,09 |       |  |
|                        | NPD                    | Alain Giguère          | 14 022 | 24,93 |       |  |
|                        | Conservateur           | Manuel Puga            | 7 000  | 12,44 |       |  |
|                        | Vert                   | Andrew Carkner         | 1 352  | 2,40  |       |  |
|                        | Libertarien            | Daniel Guindon         | 355    | 0,63  |       |  |
|                        |                        |                        |        |       |       |  |
| Votes valides          | Votes valides          | Votes valides          | 56 248 | 98,24 |       |  |
| Bulletins nuls         | Bulletins nuls         | Bulletins nuls         | 1 007  | 1,76  |       |  |
| Total                  | Total                  | Total                  | 57 255 | 100   |       |  |
| Abstention             | Abstention             | Abstention             | 22 185 | 27,93 |       |  |
| Inscrits/Participation | Inscrits/Participation | Inscrits/Participation | 79 440 | 72,07 |       |  |

### Laval
| Parti                  | Parti                  | Candidat               | Votes  | %     | +/-   | Maj.   |
| ---------------------- | ---------------------- | ---------------------- | ------ | ----- | ----- | ------ |
|                        | Libéral                | Angelo Iacono          | 24 557 | 44,51 | 22,51 | 11 332 |
|                        | NPD                    | Rosane Doré Lefebvre   | 13 225 | 23,97 | 18,12 |        |
|                        | Bloc québécois         | Daniel St-Hilaire      | 9 836  | 17,83 | 4,96  |        |
|                        | Conservateur           | Gabriel Purcarus       | 6 259  | 11,35 | 0,13  |        |
|                        | Vert                   | Lynda Briguene         | 1 089  | 1,97  | 0,52  |        |
|                        | Indépendant            | Renata Isopo           | 203    | 0,37  | -     |        |
|                        |                        |                        |        |       |       |        |
| Votes valides          | Votes valides          | Votes valides          | 55 169 | 98,78 |       |        |
| Bulletins nuls         | Bulletins nuls         | Bulletins nuls         | 679    | 1,22  |       |        |
| Total                  | Total                  | Total                  | 55 848 | 100   |       |        |
| Abstention             | Abstention             | Abstention             | 22 676 | 28,88 |       |        |
| Inscrits/Participation | Inscrits/Participation | Inscrits/Participation | 78 524 | 71,12 |       |        |

| Parti                  | Parti                  | Candidat                  | Votes  | %     | +/-   | Maj.   |
| ---------------------- | ---------------------- | ------------------------- | ------ | ----- | ----- | ------ |
|                        | Libéral                | Fayçal El-Khoury          | 25 857 | 47,70 | 27,11 | 15 147 |
|                        | NPD                    | François Pilon            | 10 710 | 19,76 | 27,88 |        |
|                        | Conservateur           | Roland Dick               | 9 811  | 18,10 | 2,18  |        |
|                        | Bloc québécois         | Nancy Redhead             | 6 731  | 12,42 | 0,60  |        |
|                        | Vert                   | Faiza R'Guiba-Kalogerakis | 921    | 1,70  | 0,09  |        |
|                        | Marxiste-Léniniste     | Yvon Breton               | 175    | 0,32  | 0,04  |        |
|                        |                        |                           |        |       |       |        |
| Votes valides          | Votes valides          | Votes valides             | 54 205 | 98,76 |       |        |
| Bulletins nuls         | Bulletins nuls         | Bulletins nuls            | 683    | 1,24  |       |        |
| Total                  | Total                  | Total                     | 54 888 | 100   |       |        |
| Abstention             | Abstention             | Abstention                | 27 550 | 33,42 |       |        |
| Inscrits/Participation | Inscrits/Participation | Inscrits/Participation    | 82 438 | 66,58 |       |        |

| Parti                  | Parti                  | Candidat                | Votes  | %     | +/-   | Maj.  |
| ---------------------- | ---------------------- | ----------------------- | ------ | ----- | ----- | ----- |
|                        | Libéral                | Yves Robillard          | 22 323 | 40,94 | 28,93 | 9 496 |
|                        | NPD                    | Marie-Josée Lemieux     | 12 827 | 23,52 | 26,16 |       |
|                        | Bloc québécois         | Patrice Jasmin-Tremblay | 11 820 | 21,68 | 4,72  |       |
|                        | Conservateur           | Nicolas Makridis        | 6 498  | 11,92 | 2,07  |       |
|                        | Vert                   | Lorna Mungur            | 1 057  | 1,94  | 0,12  |       |
|                        |                        |                         |        |       |       |       |
| Votes valides          | Votes valides          | Votes valides           | 54 525 | 98,61 |       |       |
| Bulletins nuls         | Bulletins nuls         | Bulletins nuls          | 769    | 1,39  |       |       |
| Total                  | Total                  | Total                   | 55 294 | 100   |       |       |
| Abstention             | Abstention             | Abstention              | 21 102 | 27,62 |       |       |
| Inscrits/Participation | Inscrits/Participation | Inscrits/Participation  | 76 396 | 72,38 |       |       |

| Parti                  | Parti                  | Candidat               | Votes  | %     | +/-   | Maj.   |
| ---------------------- | ---------------------- | ---------------------- | ------ | ----- | ----- | ------ |
|                        | Libéral                | Eva Nassif             | 25 082 | 46,15 | 27,64 | 13 691 |
|                        | NPD                    | France Duhamel         | 11 391 | 20,96 | 22,37 |        |
|                        | Bloc québécois         | Barek Kaddouri         | 9 068  | 16,69 | 6,04  |        |
|                        | Conservateur           | Anthony Mavros         | 7 262  | 13,36 | 0,85  |        |
|                        | Vert                   | José Núñez-Melo        | 1 280  | 2,36  | 10,24 |        |
|                        | Héritage chrétien      | Brian Jenkins          | 260    | 0,48  | Nv.   |        |
|                        |                        |                        |        |       |       |        |
| Votes valides          | Votes valides          | Votes valides          | 54 343 | 98,30 |       |        |
| Bulletins nuls         | Bulletins nuls         | Bulletins nuls         | 941    | 1,70  |       |        |
| Total                  | Total                  | Total                  | 55 284 | 100   |       |        |
| Abstention             | Abstention             | Abstention             | 30 941 | 35,88 |       |        |
| Inscrits/Participation | Inscrits/Participation | Inscrits/Participation | 86 225 | 64,12 |       |        |

### Mauricie

#### Berthier—Maskinongé
| Parti                  | Parti                  | Candidat               | Votes  | %     | +/-  | Maj.  |
| ---------------------- | ---------------------- | ---------------------- | ------ | ----- | ---- | ----- |
|                        | NPD                    | Ruth Ellen Brosseau    | 22 942 | 42,17 | 2,59 | 8 455 |
|                        | Bloc québécois         | Yves Perron            | 14 037 | 25,80 | 3,65 |       |
|                        | Libéral                | Pierre Destrempes      | 11 032 | 20,28 | 6,04 |       |
|                        | Conservateur           | Marianne Foucrault     | 5 548  | 10,20 | 3,76 |       |
|                        | Vert                   | Cate Burton            | 847    | 1,56  | 0,55 |       |
|                        |                        |                        |        |       |      |       |
| Votes valides          | Votes valides          | Votes valides          | 54 406 | 98,47 |      |       |
| Bulletins nuls         | Bulletins nuls         | Bulletins nuls         | 844    | 1,53  |      |       |
| Total                  | Total                  | Total                  | 55 250 | 100   |      |       |
| Abstention             | Abstention             | Abstention             | 27 746 | 33,43 |      |       |
| Inscrits/Participation | Inscrits/Participation | Inscrits/Participation | 82 996 | 66,57 |      |       |

#### Saint-Maurice—Champlain
| Parti                  | Parti                  | Candidat                    | Votes  | %     | +/-   | Maj.   |
| ---------------------- | ---------------------- | --------------------------- | ------ | ----- | ----- | ------ |
|                        | Libéral                | François-Philippe Champagne | 24 475 | 41,52 | 29,63 | 12 230 |
|                        | NPD                    | Jean-Yves Tremblay          | 12 245 | 20,77 | 18,30 |        |
|                        | Bloc québécois         | Sacki Carignan Deschamps    | 11 295 | 19,16 | 10,12 |        |
|                        | Conservateur           | Jacques Grenier             | 9 592  | 16,27 | 1,45  |        |
|                        | Vert                   | Martial Toupin              | 1 144  | 1,94  | 0,10  |        |
|                        | Marxiste-Léniniste     | Jean-Paul Bédard            | 196    | 0,33  | Nv.   |        |
|                        |                        |                             |        |       |       |        |
| Votes valides          | Votes valides          | Votes valides               | 58 947 | 98,05 |       |        |
| Bulletins nuls         | Bulletins nuls         | Bulletins nuls              | 1 175  | 1,95  |       |        |
| Total                  | Total                  | Total                       | 60 122 | 100   |       |        |
| Abstention             | Abstention             | Abstention                  | 32 230 | 34,90 |       |        |
| Inscrits/Participation | Inscrits/Participation | Inscrits/Participation      | 92 352 | 65,10 |       |        |

#### Trois-Rivières
| Parti                  | Parti                  | Candidat               | Votes   | %     | +/-   | Maj. |
| ---------------------- | ---------------------- | ---------------------- | ------- | ----- | ----- | ---- |
|                        | NPD                    | Robert Aubin           | 19 193  | 31,83 | 21,74 | 969  |
|                        | Libéral                | Yvon Boivin            | 18 224  | 30,23 | 23,05 |      |
|                        | Conservateur           | Dominic Therrien       | 11 231  | 18,63 | 6,31  |      |
|                        | Bloc québécois         | André Valois           | 10 249  | 17,00 | 6,80  |      |
|                        | Vert                   | Éric Trottier          | 1 032   | 1,71  | 0,22  |      |
|                        | Libertarien            | Maxime Rousseau        | 360     | 0,60  | Nv.   |      |
|                        |                        |                        |         |       |       |      |
| Votes valides          | Votes valides          | Votes valides          | 60 289  | 98,46 |       |      |
| Bulletins nuls         | Bulletins nuls         | Bulletins nuls         | 940     | 1,54  |       |      |
| Total                  | Total                  | Total                  | 61 229  | 100   |       |      |
| Abstention             | Abstention             | Abstention             | 29 869  | 32,79 |       |      |
| Inscrits/Participation | Inscrits/Participation | Inscrits/Participation | 910 989 | 67,21 |       |      |

### Montérégie
| Parti                  | Parti                  | Candidat               | Votes  | %     | +/-   | Maj.  |
| ---------------------- | ---------------------- | ---------------------- | ------ | ----- | ----- | ----- |
|                        | NPD                    | Matthew Dubé           | 20 641 | 31,07 | 11,67 | 1 147 |
|                        | Libéral                | Karine Desjardins      | 19 494 | 29,34 | 20,44 |       |
|                        | Bloc québécois         | Yves Lessard           | 18 387 | 27,68 | 0,03  |       |
|                        | Conservateur           | Claude Chalhoub        | 6 173  | 9,29  | 1,46  |       |
|                        | Vert                   | Fodé Kerfalla Yansané  | 1 498  | 2,25  | 0,70  |       |
|                        | Libertarien            | Michael Maher          | 245    | 0,37  | Nv.   |       |
|                        |                        |                        |        |       |       |       |
| Votes valides          | Votes valides          | Votes valides          | 66 438 | 98,59 |       |       |
| Bulletins nuls         | Bulletins nuls         | Bulletins nuls         | 950    | 1,41  |       |       |
| Total                  | Total                  | Total                  | 67 388 | 100   |       |       |
| Abstention             | Abstention             | Abstention             | 23 816 | 26,11 |       |       |
| Inscrits/Participation | Inscrits/Participation | Inscrits/Participation | 91 204 | 73,89 |       |       |

| Parti                  | Parti                  | Candidat               | Votes  | %     | +/-   | Maj.   |
| ---------------------- | ---------------------- | ---------------------- | ------ | ----- | ----- | ------ |
|                        | Libéral                | Alexandra Mendès       | 28 818 | 50,33 | 23,03 | 14 743 |
|                        | NPD                    | Hoang Mai              | 14 074 | 24,58 | 16,44 |        |
|                        | Conservateur           | Qais Hamidi            | 7 215  | 12,60 | 0,05  |        |
|                        | Bloc québécois         | Suzanne Lachance       | 6 071  | 10,60 | 6,91  |        |
|                        | Vert                   | Fang Hu                | 1 081  | 1,89  | 0,44  |        |
|                        |                        |                        |        |       |       |        |
| Votes valides          | Votes valides          | Votes valides          | 57 260 | 99,05 |       |        |
| Bulletins nuls         | Bulletins nuls         | Bulletins nuls         | 549    | 0,95  |       |        |
| Total                  | Total                  | Total                  | 57 809 | 100   |       |        |
| Abstention             | Abstention             | Abstention             | 25 957 | 30,99 |       |        |
| Inscrits/Participation | Inscrits/Participation | Inscrits/Participation | 83 766 | 69,01 |       |        |

| Parti                  | Parti                  | Candidat               | Votes  | %     | +/-           | Maj.  |
| ---------------------- | ---------------------- | ---------------------- | ------ | ----- | ------------- | ----- |
|                        | Libéral                | Brenda Shanahan        | 20 245 | 39,10 | 30,05         | 7 630 |
|                        | Bloc québécois         | Sophie Stanké          | 12 615 | 24,36 | 2,34          |       |
|                        | NPD                    | Sylvain Chicoine       | 11 986 | 23,15 | 28,89         |       |
|                        | Conservateur           | Philippe St-Pierre     | 5 805  | 11,21 | 0,94          |       |
|                        | Vert                   | Jency Mercier          | 982    | 1,90  | 0,25          |       |
|                        | Marxiste-Léniniste     | Linda Sullivan         | 149    | 0,29  | en stagnation |       |
|                        |                        |                        |        |       |               |       |
| Votes valides          | Votes valides          | Votes valides          | 51 782 | 98,27 |               |       |
| Bulletins nuls         | Bulletins nuls         | Bulletins nuls         | 909    | 1,73  |               |       |
| Total                  | Total                  | Total                  | 52 691 | 100   |               |       |
| Abstention             | Abstention             | Abstention             | 23 438 | 30,79 |               |       |
| Inscrits/Participation | Inscrits/Participation | Inscrits/Participation | 76 129 | 69,21 |               |       |

| Parti                  | Parti                  | Candidat               | Votes  | %     | Maj.  |  |
| ---------------------- | ---------------------- | ---------------------- | ------ | ----- | ----- |  |
|                        | Libéral                | Jean-Claude Poissant   | 20 993 | 36,46 | 5 886 |  |
|                        | Bloc québécois         | Christian Picard       | 15 107 | 26,24 |       |  |
|                        | NPD                    | Pierre Chicoine        | 13 174 | 22,88 |       |  |
|                        | Conservateur           | Yves Perras            | 6 859  | 11,91 |       |  |
|                        | Vert                   | Joanne Tomas           | 1 235  | 2,15  |       |  |
|                        | Marxiste-Léniniste     | Normand Chouinard      | 204    | 0,35  |       |  |
|                        |                        |                        |        |       |       |  |
| Votes valides          | Votes valides          | Votes valides          | 57 572 | 98,30 |       |  |
| Bulletins nuls         | Bulletins nuls         | Bulletins nuls         | 996    | 1,70  |       |  |
| Total                  | Total                  | Total                  | 58 568 | 100   |       |  |
| Abstention             | Abstention             | Abstention             | 23 904 | 28,98 |       |  |
| Inscrits/Participation | Inscrits/Participation | Inscrits/Participation | 82 472 | 71,02 |       |  |

| Parti                  | Parti                  | Candidat               | Votes  | %     | +/-   | Maj.  |
| ---------------------- | ---------------------- | ---------------------- | ------ | ----- | ----- | ----- |
|                        | Libéral                | Sherry Romanado        | 18 301 | 35,39 | 16,09 | 4 327 |
|                        | Bloc québécois         | Philippe Cloutier      | 13 974 | 27,03 | 1,15  |       |
|                        | NPD                    | Sadia Groguhé          | 12 468 | 24,11 | 18,54 |       |
|                        | Conservateur           | Thomas Barré           | 4 961  | 9,59  | 0,43  |       |
|                        | Vert                   | Mario Leclerc          | 1 510  | 2,92  | 0,77  |       |
|                        | Rhinocéros             | Matthew Iakow Liberman | 325    | 0,63  | Nv.   |       |
|                        | Marxiste-Léniniste     | Pierre Chénier         | 168    | 0,32  | Abs.  |       |
|                        |                        |                        |        |       |       |       |
| Votes valides          | Votes valides          | Votes valides          | 51 707 | 98,24 |       |       |
| Bulletins nuls         | Bulletins nuls         | Bulletins nuls         | 925    | 1,76  |       |       |
| Total                  | Total                  | Total                  | 52 632 | 100   |       |       |
| Abstention             | Abstention             | Abstention             | 31 212 | 37,23 |       |       |
| Inscrits/Participation | Inscrits/Participation | Inscrits/Participation | 83 844 | 62,77 |       |       |

| Parti                  | Parti                  | Candidat               | Votes  | %     | +/-   | Maj. |
| ---------------------- | ---------------------- | ---------------------- | ------ | ----- | ----- | ---- |
|                        | NPD                    | Pierre Nantel          | 18 171 | 31,22 | 20,71 | 703  |
|                        | Libéral                | Michael O'Grady        | 17 468 | 30,01 | 19,82 |      |
|                        | Bloc québécois         | Denis Trudel           | 15 873 | 27,27 | 0,11  |      |
|                        | Conservateur           | John Sedlak            | 5 087  | 8,74  | 0,43  |      |
|                        | Vert                   | Casandra Poitras       | 1 447  | 2,49  | 0,51  |      |
|                        | Forces et Démocratie   | Affine Lwalalika       | 153    | 0,26  | Nv.   |      |
|                        |                        |                        |        |       |       |      |
| Votes valides          | Votes valides          | Votes valides          | 58 199 | 98,41 |       |      |
| Bulletins nuls         | Bulletins nuls         | Bulletins nuls         | 939    | 1,59  |       |      |
| Total                  | Total                  | Total                  | 59 138 | 100   |       |      |
| Abstention             | Abstention             | Abstention             | 26 834 | 31,21 |       |      |
| Inscrits/Participation | Inscrits/Participation | Inscrits/Participation | 85 972 | 68,79 |       |      |

| Parti                  | Parti                  | Candidat               | Votes  | %     | +/-   | Maj.  |
| ---------------------- | ---------------------- | ---------------------- | ------ | ----- | ----- | ----- |
|                        | Libéral                | Michel Picard          | 18 848 | 32,54 | 18,94 | 2 388 |
|                        | Bloc québécois         | Catherine Fournier     | 16 460 | 28,42 | 0,23  |       |
|                        | NPD                    | Djaouida Sellah        | 14 296 | 24,68 | 19,96 |       |
|                        | Conservateur           | Stéphane Duranleau     | 6 284  | 10,85 | 0,06  |       |
|                        | Vert                   | Olivier Adam           | 1 388  | 2,40  | 0,39  |       |
|                        | Libertarien            | Claude Leclerc         | 641    | 1,11  | Nv.   |       |
|                        |                        |                        |        |       |       |       |
| Votes valides          | Votes valides          | Votes valides          | 57 917 | 98,50 |       |       |
| Bulletins nuls         | Bulletins nuls         | Bulletins nuls         | 881    | 1,50  |       |       |
| Total                  | Total                  | Total                  | 58 798 | 100   |       |       |
| Abstention             | Abstention             | Abstention             | 16 895 | 22,32 |       |       |
| Inscrits/Participation | Inscrits/Participation | Inscrits/Participation | 75 693 | 77,68 |       |       |

| Parti                  | Parti                  | Candidat               | Votes  | %     | +/-   | Maj. |
| ---------------------- | ---------------------- | ---------------------- | ------ | ----- | ----- | ---- |
|                        | Bloc québécois         | Xavier Barsalou-Duval  | 17 007 | 28,64 | 7,74  | 213  |
|                        | Libéral                | Lucie Gagnon           | 16 794 | 28,28 | 18,82 |      |
|                        | NPD                    | Raphaël Fortin         | 14 454 | 24,34 | 18,97 |      |
|                        | Conservateur           | Clovis Maheux          | 6 079  | 10,24 | 1,61  |      |
|                        | Vert                   | JiCi Lauzon            | 5 056  | 8,51  | 6,29  |      |
|                        |                        |                        |        |       |       |      |
| Votes valides          | Votes valides          | Votes valides          | 59 390 | 98,67 |       |      |
| Bulletins nuls         | Bulletins nuls         | Bulletins nuls         | 800    | 1,33  |       |      |
| Total                  | Total                  | Total                  | 60 190 | 100   |       |      |
| Abstention             | Abstention             | Abstention             | 18 665 | 23,67 |       |      |
| Inscrits/Participation | Inscrits/Participation | Inscrits/Participation | 78 855 | 76,33 |       |      |

| Parti                  | Parti                  | Candidat               | Votes  | %     | +/-   | Maj. |
| ---------------------- | ---------------------- | ---------------------- | ------ | ----- | ----- | ---- |
|                        | NPD                    | Brigitte Sansoucy      | 15 578 | 28,65 | 23,71 | 598  |
|                        | Libéral                | René Vincelette        | 14 980 | 27,55 | 22,14 |      |
|                        | Bloc québécois         | Michel Filion          | 13 200 | 24,28 | 0,29  |      |
|                        | Conservateur           | Réjean Léveillé        | 9 098  | 16,73 | 0,99  |      |
|                        | Vert                   | Lise Durand            | 1 243  | 2,29  | 0,36  |      |
|                        | Indépendant            | Ugo Ménard             | 270    | 0,50  | -     |      |
|                        |                        |                        |        |       |       |      |
| Votes valides          | Votes valides          | Votes valides          | 54 369 | 97,82 |       |      |
| Bulletins nuls         | Bulletins nuls         | Bulletins nuls         | 1 214  | 2,18  |       |      |
| Total                  | Total                  | Total                  | 55 583 | 100   |       |      |
| Abstention             | Abstention             | Abstention             | 25 433 | 31,39 |       |      |
| Inscrits/Participation | Inscrits/Participation | Inscrits/Participation | 81 016 | 68,61 |       |      |

| Parti                  | Parti                  | Candidat               | Votes  | %     | +/-   | Maj.  |
| ---------------------- | ---------------------- | ---------------------- | ------ | ----- | ----- | ----- |
|                        | Libéral                | Jean Rioux             | 20 022 | 33,16 | 24,32 | 2 467 |
|                        | NPD                    | Hans Marotte           | 17 555 | 29,07 | 18,41 |       |
|                        | Bloc québécois         | Denis Hurtubise        | 14 979 | 24,81 | 5,69  |       |
|                        | Conservateur           | Stéphane Guinta        | 6 549  | 10,85 | 0,19  |       |
|                        | Vert                   | Marilyn Redivo         | 1 281  | 2,12  | 0,40  |       |
|                        |                        |                        |        |       |       |       |
| Votes valides          | Votes valides          | Votes valides          | 60 386 | 98,00 |       |       |
| Bulletins nuls         | Bulletins nuls         | Bulletins nuls         | 1 231  | 2,00  |       |       |
| Total                  | Total                  | Total                  | 61 617 | 100   |       |       |
| Abstention             | Abstention             | Abstention             | 26 902 | 30,39 |       |       |
| Inscrits/Participation | Inscrits/Participation | Inscrits/Participation | 88 519 | 69,61 |       |       |

| Parti                  | Parti                  | Candidat               | Votes  | %     | +/-   | Maj. |
| ---------------------- | ---------------------- | ---------------------- | ------ | ----- | ----- | ---- |
|                        | NPD                    | Anne Minh-Thu Quach    | 18 726 | 30,43 | 13,37 | 771  |
|                        | Libéral                | Robert Sauvé           | 17 955 | 29,18 | 20,86 |      |
|                        | Bloc québécois         | Claude DeBellefeuille  | 17 452 | 28,36 | 4,82  |      |
|                        | Conservateur           | Albert De Martin       | 6 132  | 9,97  | 2,90  |      |
|                        | Vert                   | Silverado Socrates     | 867    | 1,41  | 0,42  |      |
|                        | Indépendant            | Sylvain Larocque       | 219    | 0,36  | -     |      |
|                        | Forces et Démocratie   | Patricia Domingos      | 184    | 0,30  | Nv.   |      |
|                        |                        |                        |        |       |       |      |
| Votes valides          | Votes valides          | Votes valides          | 61 535 | 98,40 |       |      |
| Bulletins nuls         | Bulletins nuls         | Bulletins nuls         | 998    | 1,60  |       |      |
| Total                  | Total                  | Total                  | 62 533 | 100   |       |      |
| Abstention             | Abstention             | Abstention             | 30 071 | 32,47 |       |      |
| Inscrits/Participation | Inscrits/Participation | Inscrits/Participation | 92 604 | 67,53 |       |      |

| Parti                  | Parti                  | Candidat               | Votes  | %     | +/-   | Maj.   |
| ---------------------- | ---------------------- | ---------------------- | ------ | ----- | ----- | ------ |
|                        | Libéral                | Peter Schiefke         | 30 550 | 46,62 | 35,03 | 15 923 |
|                        | NPD                    | Jamie Nicholls         | 14 627 | 22,32 | 21,29 |        |
|                        | Bloc québécois         | Vincent François       | 9 858  | 15,04 | 10,65 |        |
|                        | Conservateur           | Marc Boudreau          | 9 048  | 13,81 | 2,60  |        |
|                        | Vert                   | Jennifer Kaszel        | 1 445  | 2,21  | 0,48  |        |
|                        |                        |                        |        |       |       |        |
| Votes valides          | Votes valides          | Votes valides          | 65 528 | 98,92 |       |        |
| Bulletins nuls         | Bulletins nuls         | Bulletins nuls         | 714    | 1,08  |       |        |
| Total                  | Total                  | Total                  | 66 242 | 100   |       |        |
| Abstention             | Abstention             | Abstention             | 24 562 | 27,05 |       |        |
| Inscrits/Participation | Inscrits/Participation | Inscrits/Participation | 90 804 | 72,95 |       |        |

### Montréal
| Parti                  | Parti                  | Candidat               | Votes  | %     | +/-   | Maj.  |
| ---------------------- | ---------------------- | ---------------------- | ------ | ----- | ----- | ----- |
|                        | Libéral                | Mélanie Joly           | 26 026 | 46,84 | 18,93 | 9 342 |
|                        | NPD                    | Maria Mourani          | 16 684 | 30,03 | 0,26  |       |
|                        | Bloc québécois         | Nicolas Bourdon        | 7 346  | 13,22 | 18,58 |       |
|                        | Conservateur           | William Moughrabi      | 4 051  | 7,29  | 0,75  |       |
|                        | Vert                   | Gilles Mercier         | 1 175  | 2,11  | 0,79  |       |
|                        | Rhinocéros             | Catherine Gascon-David | 285    | 0,51  | Nv.   |       |
|                        |                        |                        |        |       |       |       |
| Votes valides          | Votes valides          | Votes valides          | 55 567 | 98,88 |       |       |
| Bulletins nuls         | Bulletins nuls         | Bulletins nuls         | 630    | 1,12  |       |       |
| Total                  | Total                  | Total                  | 56 197 | 100   |       |       |
| Abstention             | Abstention             | Abstention             | 27 011 | 32,46 |       |       |
| Inscrits/Participation | Inscrits/Participation | Inscrits/Participation | 83 208 | 67,54 |       |       |

| Parti                  | Parti                  | Candidat                   | Votes  | %     | +/-   | Maj.   |
| ---------------------- | ---------------------- | -------------------------- | ------ | ----- | ----- | ------ |
|                        | Libéral                | Emmanuel Dubourg,          | 22 234 | 54,06 | 13,15 | 15 185 |
|                        | Bloc québécois         | Gilles Léveillé            | 7 049  | 17,14 | 1,08  |        |
|                        | NPD                    | Dolmine Laguerre           | 6 144  | 14,94 | 17,34 |        |
|                        | Conservateur           | Jason Potasso-Justino      | 3 819  | 9,29  | 0,47  |        |
|                        | Vert                   | Maxime Charron             | 886    | 2,15  | 0,54  |        |
|                        | Indépendant            | Julie Demers               | 669    | 1,63  | -     |        |
|                        | Marxiste-Léniniste     | Claude Brunelle            | 229    | 0,56  | 0,24  |        |
|                        | Forces et Démocratie   | Jean-Marie Floriant Ndzana | 99     | 0,24  | Nv.   |        |
|                        |                        |                            |        |       |       |        |
| Votes valides          | Votes valides          | Votes valides              | 41 129 | 97,95 |       |        |
| Bulletins nuls         | Bulletins nuls         | Bulletins nuls             | 859    | 2,05  |       |        |
| Total                  | Total                  | Total                      | 41 988 | 100   |       |        |
| Abstention             | Abstention             | Abstention                 | 29 082 | 40,92 |       |        |
| Inscrits/Participation | Inscrits/Participation | Inscrits/Participation     | 71 070 | 59,08 |       |        |

| Parti                  | Parti                  | Candidat                 | Votes  | %     | +/-   | Maj. |
| ---------------------- | ---------------------- | ------------------------ | ------ | ----- | ----- | ---- |
|                        | NPD                    | Marjolaine Boutin-Sweet  | 16 034 | 30,89 | 17,28 | 500  |
|                        | Libéral                | Marwah Rizqy             | 15 534 | 29,93 | 19,00 |      |
|                        | Bloc québécois         | Simon Marchand           | 14 389 | 27,72 | 3,48  |      |
|                        | Conservateur           | Alexandre Dang           | 3 555  | 6,85  | 0,10  |      |
|                        | Vert                   | Anne-Marie Saint-Cerny   | 1 654  | 3,19  | 1,47  |      |
|                        | Rhinocéros             | Nicolas Lemay            | 411    | 0,79  | 0,26  |      |
|                        | Communiste             | Marianne Breton Fontaine | 179    | 0,34  | 0,05  |      |
|                        | Marxiste-léniniste     | Cristine Dandenault      | 148    | 0,29  | 0,02  |      |
|                        |                        |                          |        |       |       |      |
| Votes valides          | Votes valides          | Votes valides            | 51 904 | 98,34 |       |      |
| Bulletins nuls         | Bulletins nuls         | Bulletins nuls           | 877    | 1,66  |       |      |
| Total                  | Total                  | Total                    | 52 781 | 100   |       |      |
| Abstention             | Abstention             | Abstention               | 30 307 | 36,48 |       |      |
| Inscrits/Participation | Inscrits/Participation | Inscrits/Participation   | 83 088 | 63,52 |       |      |

| Parti                  | Parti                  | Candidat               | Votes  | %     | +/-   | Maj.   |
| ---------------------- | ---------------------- | ---------------------- | ------ | ----- | ----- | ------ |
|                        | Libéral                | Pablo Rodriguez        | 29 211 | 56,55 | 26,20 | 20 733 |
|                        | NPD                    | Paulina Ayala          | 8 478  | 16,41 | 19,96 |        |
|                        | Bloc québécois         | Audrey Beauséjour      | 6 680  | 12,93 | 5,59  |        |
|                        | Conservateur           | Guy Croteau            | 6 226  | 12,05 | 0,37  |        |
|                        | Vert                   | Angela Budilean        | 814    | 1,58  | 0,02  |        |
|                        | Forces et Démocratie   | Dayana Dejean          | 168    | 0,33  | Nv.   |        |
|                        | Marxiste-Léniniste     | Yves Le Seigle         | 81     | 0,16  | 0,19  |        |
|                        |                        |                        |        |       |       |        |
| Votes valides          | Votes valides          | Votes valides          | 51 658 | 98,70 |       |        |
| Bulletins nuls         | Bulletins nuls         | Bulletins nuls         | 682    | 1,30  |       |        |
| Total                  | Total                  | Total                  | 52 340 | 100   |       |        |
| Abstention             | Abstention             | Abstention             | 26 693 | 33,77 |       |        |
| Inscrits/Participation | Inscrits/Participation | Inscrits/Participation | 79 033 | 66,23 |       |        |

| Parti                  | Parti                  | Candidat               | Votes  | %     | +/-   | Maj.  |
| ---------------------- | ---------------------- | ---------------------- | ------ | ----- | ----- | ----- |
|                        | Bloc québécois         | Mario Beaulieu         | 18 545 | 33,58 | 1,1   | 2 768 |
|                        | Libéral                | Marie-Chantale Simard  | 15 777 | 28,57 | 19,40 |       |
|                        | NPD                    | Ève Péclet             | 14 777 | 26,76 | 21,58 |       |
|                        | Conservateur           | Guy Morissette         | 4 408  | 7,98  | 0,29  |       |
|                        | Vert                   | David Cox              | 1 130  | 2,05  | 0,17  |       |
|                        | Rhinocéros             | Ben 97 Benoit          | 358    | 0,65  | Abs.  |       |
|                        | Forces et Démocratie   | Jean-François Larose   | 135    | 0,24  | Nv.   |       |
|                        | Marxiste-Léniniste     | Geneviève Royer        | 96     | 0,17  | 0,28  |       |
|                        |                        |                        |        |       |       |       |
| Votes valides          | Votes valides          | Votes valides          | 55 226 | 98,38 |       |       |
| Bulletins nuls         | Bulletins nuls         | Bulletins nuls         | 912    | 1,62  |       |       |
| Total                  | Total                  | Total                  | 56 138 | 100   |       |       |
| Abstention             | Abstention             | Abstention             | 28 631 | 33,78 |       |       |
| Inscrits/Participation | Inscrits/Participation | Inscrits/Participation | 84 769 | 66,22 |       |       |

| Parti                  | Parti                  | Candidat               | Votes  | %     | +/-   | Maj.  |
| ---------------------- | ---------------------- | ---------------------- | ------ | ----- | ----- | ----- |
|                        | NPD                    | Hélène Laverdière      | 20 929 | 38,27 | 8,37  | 5 230 |
|                        | Bloc québécois         | Gilles Duceppe         | 15 699 | 28,71 | 7,19  |       |
|                        | Libéral                | Christine Poirier      | 12 938 | 23,66 | 13,73 |       |
|                        | Conservateur           | Daniel Gaudreau        | 2 242  | 4,10  | 0,58  |       |
|                        | Vert                   | Cyrille Giraud         | 1 904  | 3,48  | 0,84  |       |
|                        | Libertarien            | Stéphane Beaulieu      | 604    | 1,10  | Nv.   |       |
|                        | Indépendant            | Julien Bernatchez      | 160    | 0,29  | -     |       |
|                        | Marxiste-Léniniste     | Serge Lachapelle       | 103    | 0,19  | 0,04  |       |
|                        | Communiste             | Pierre Fontaine        | 102    | 0,19  | 0,08  |       |
|                        |                        |                        |        |       |       |       |
| Votes valides          | Votes valides          | Votes valides          | 54 681 | 98,93 |       |       |
| Bulletins nuls         | Bulletins nuls         | Bulletins nuls         | 594    | 1,07  |       |       |
| Total                  | Total                  | Total                  | 55 275 | 100   |       |       |
| Abstention             | Abstention             | Abstention             | 29 781 | 35,01 |       |       |
| Inscrits/Participation | Inscrits/Participation | Inscrits/Participation | 85 056 | 64,99 |       |       |

| Parti                  | Parti                  | Candidat               | Votes  | %     | +/-   | Maj.   |
| ---------------------- | ---------------------- | ---------------------- | ------ | ----- | ----- | ------ |
|                        | Libéral                | Justin Trudeau         | 26 391 | 51,98 | 13,57 | 13 259 |
|                        | NPD                    | Anne Lagacé Dowson     | 13 132 | 25,87 | 2,42  |        |
|                        | Bloc québécois         | Maxime Claveau         | 6 182  | 12,18 | 13,75 |        |
|                        | Conservateur           | Yvon Vadnais           | 2 390  | 4,71  | 0,02  |        |
|                        | Vert                   | Danny Polifroni        | 1 443  | 2,84  | 0,96  |        |
|                        | Indépendant            | Chris Lloyd            | 505    | 0,99  | -     |        |
|                        | Parti Rhinocéros       | Tommy Gaudet           | 323    | 0,64  | Nv.   |        |
|                        | Indépendant            | Kim Waldron            | 159    | 0,31  | -     |        |
|                        | Marxiste-Léniniste     | Peter Macrisopoulos    | 142    | 0,28  | 0,25  |        |
|                        | Indépendant            | Beverly Bernardo       | 103    | 0,20  | -     |        |
|                        |                        |                        |        |       |       |        |
| Votes valides          | Votes valides          | Votes valides          | 50 770 | 98,64 |       |        |
| Bulletins nuls         | Bulletins nuls         | Bulletins nuls         | 698    | 1,36  |       |        |
| Total                  | Total                  | Total                  | 51 468 | 100   |       |        |
| Abstention             | Abstention             | Abstention             | 27 668 | 34,96 |       |        |
| Inscrits/Participation | Inscrits/Participation | Inscrits/Participation | 79 136 | 65,04 |       |        |

| Parti                  | Parti                  | Candidat               | Votes  | %     | +/-   | Maj.   |
| ---------------------- | ---------------------- | ---------------------- | ------ | ----- | ----- | ------ |
|                        | NPD                    | Alexandre Boulerice    | 28 672 | 49,15 | 1,85  | 16 389 |
|                        | Bloc québécois         | Claude André           | 12 283 | 21,06 | 11,79 |        |
|                        | Libéral                | Nadine Medawar         | 12 068 | 20,69 | 11,56 |        |
|                        | Conservateur           | Jeremy Dohan           | 2 510  | 4,30  | 0,02  |        |
|                        | Vert                   | Sameer Muldeen         | 1 783  | 3,06  | 1,39  |        |
|                        | Parti Rhinocéros       | Laurent Aglat          | 495    | 0,85  | 0,08  |        |
|                        | Libertarien            | Peter D'Entremont      | 353    | 0,61  | Nv.   |        |
|                        | Marxiste-Léniniste     | Stéphane Chénier       | 171    | 0,29  | 0,03  |        |
|                        |                        |                        |        |       |       |        |
| Votes valides          | Votes valides          | Votes valides          | 58 335 | 98,67 |       |        |
| Bulletins nuls         | Bulletins nuls         | Bulletins nuls         | 7,88   | 1,33  |       |        |
| Total                  | Total                  | Total                  | 59 123 | 100   |       |        |
| Abstention             | Abstention             | Abstention             | 25 761 | 30,35 |       |        |
| Inscrits/Participation | Inscrits/Participation | Inscrits/Participation | 84 884 | 69,65 |       |        |

| Parti                  | Parti                  | Candidat               | Votes  | %     | +/-           | Maj.   |
| ---------------------- | ---------------------- | ---------------------- | ------ | ----- | ------------- | ------ |
|                        | Libéral                | Nicola Di Iorio        | 28 826 | 64,73 | 22,29         | 22 215 |
|                        | NPD                    | Rosannie Filato        | 6 611  | 14,85 | 17,39         |        |
|                        | Conservateur           | Jean Philippe Fournier | 4 957  | 11,13 | 2,60          |        |
|                        | Bloc québécois         | Steeve Gendron         | 3 204  | 7,19  | 2,15          |        |
|                        | Vert                   | Melissa Miscione       | 805    | 1,81  | en stagnation |        |
|                        | Marxiste-Léniniste     | Arezki Malek           | 128    | 0,29  | 0,16          |        |
|                        |                        |                        |        |       |               |        |
| Votes valides          | Votes valides          | Votes valides          | 44 531 | 98,48 |               |        |
| Bulletins nuls         | Bulletins nuls         | Bulletins nuls         | 689    | 1,52  |               |        |
| Total                  | Total                  | Total                  | 45 220 | 100   |               |        |
| Abstention             | Abstention             | Abstention             | 31 526 | 41,08 |               |        |
| Inscrits/Participation | Inscrits/Participation | Inscrits/Participation | 76 746 | 58,92 |               |        |

| Parti                  | Parti                  | Voix    | %     | +/-   | Sièges | +/-           |
| ---------------------- | ---------------------- | ------- | ----- | ----- | ------ | ------------- |
|                        | Libéral                | 189 005 | 40,75 | 17,72 | 5      | 2             |
|                        | NPD                    | 131 461 | 28,34 | 11,65 | 3      | 2             |
|                        | Bloc québécois         | 91 377  | 19,70 | 7,13  | 1      | en stagnation |
|                        | Conservateur           | 34 158  | 7,36  | 0,20  | 0      | en stagnation |
|                        | Vert                   | 11 594  | 2,50  | 0,70  | 0      | en stagnation |
|                        | Rhinocéros             | 1 872   | 0,40  | 0,02  | 0      | en stagnation |
|                        | Marxiste-léniniste     | 1 098   | 0,24  | 0,07  | 0      | en stagnation |
|                        | Libertarien            | 957     | 0,21  | Nv.   | 0      | en stagnation |
|                        | Forces et Démocratie   | 402     | 0,09  | Nv.   | 0      | en stagnation |
|                        | Communiste             | 281     | 0,06  | 0,02  | 0      | en stagnation |
|                        | Indépendant            | 1 596   | 0,34  | 0,30  | 0      | en stagnation |
|                        |                        |         |       |       |        |               |
| Suffrages exprimés     | Suffrages exprimés     | 463 801 | 98,57 |       |        |               |
| Votes blancs et nuls   | Votes blancs et nuls   | 6 729   | 1,43  |       |        |               |
| Total                  | Total                  | 470 530 | 100   | -     | 9      | en stagnation |
| Abstention             | Abstention             | 256 460 | 35,28 |       |        |               |
| Inscrits/Participation | Inscrits/Participation | 726 990 | 64,72 |       |        |               |

| Parti                  | Parti                  | Candidat               | Votes  | %     | +/-   | Maj.   |
| ---------------------- | ---------------------- | ---------------------- | ------ | ----- | ----- | ------ |
|                        | Libéral                | Anju Dhillon           | 29 974 | 54,89 | 22,99 | 18 205 |
|                        | NPD                    | Isabelle Morin         | 11 769 | 21,55 | 18,18 |        |
|                        | Conservateur           | Daniela Chivu          | 6 049  | 11,08 | 3,48  |        |
|                        | Bloc québécois         | Jean-Frédéric Vaudry   | 5 338  | 9,78  | 0,96  |        |
|                        | Vert                   | Vincent J. Carbonneau  | 1 245  | 2,28  | 1,96  |        |
|                        | Indépendant            | Soulèye Ndiaye         | 230    | 0,42  | -     |        |
|                        |                        |                        |        |       |       |        |
| Votes valides          | Votes valides          | Votes valides          | 54 605 | 98,93 |       |        |
| Bulletins nuls         | Bulletins nuls         | Bulletins nuls         | 593    | 1,07  |       |        |
| Total                  | Total                  | Total                  | 55 198 | 100   |       |        |
| Abstention             | Abstention             | Abstention             | 30 571 | 35,64 |       |        |
| Inscrits/Participation | Inscrits/Participation | Inscrits/Participation | 85 769 | 64,36 |       |        |

| Parti                  | Parti                  | Candidat               | Votes  | %     | +/-   | Maj.   |
| ---------------------- | ---------------------- | ---------------------- | ------ | ----- | ----- | ------ |
|                        | Libéral                | Francis Scarpaleggia   | 39 965 | 64,14 | 30,03 | 29 108 |
|                        | Conservateur           | Eric Girard            | 10 857 | 17,42 | 11,03 |        |
|                        | NPD                    | Ryan Young             | 7 997  | 12,83 | 17,21 |        |
|                        | Vert                   | Bradford Dean          | 1 812  | 2,91  | 1,37  |        |
|                        | Bloc québécois         | Gabriel Bernier        | 1 681  | 2,70  | 0,42  |        |
|                        |                        |                        |        |       |       |        |
| Votes valides          | Votes valides          | Votes valides          | 62 312 | 99,49 |       |        |
| Bulletins nuls         | Bulletins nuls         | Bulletins nuls         | 321    | 0,51  |       |        |
| Total                  | Total                  | Total                  | 62 633 | 100   |       |        |
| Abstention             | Abstention             | Abstention             | 23 237 | 27,06 |       |        |
| Inscrits/Participation | Inscrits/Participation | Inscrits/Participation | 85 870 | 72,94 |       |        |

| Parti                  | Parti                  | Candidat               | Votes  | %     | +/-   | Maj.  |
| ---------------------- | ---------------------- | ---------------------- | ------ | ----- | ----- | ----- |
|                        | Libéral                | David Lametti          | 23 603 | 43,90 | 17,28 | 8 037 |
|                        | NPD                    | Hélène LeBlanc         | 15 566 | 28,95 | 13,20 |       |
|                        | Bloc québécois         | Gilbert Paquette       | 9 164  | 17,05 | 2,39  |       |
|                        | Conservateur           | Mohammed Zamir         | 3 713  | 6,91  | 6,23  |       |
|                        | Vert                   | Lorraine Banville      | 1 717  | 3,19  | 0,94  |       |
|                        |                        |                        |        |       |       |       |
| Votes valides          | Votes valides          | Votes valides          | 53 763 | 98,49 |       |       |
| Bulletins nuls         | Bulletins nuls         | Bulletins nuls         | 823    | 1,51  |       |       |
| Total                  | Total                  | Total                  | 54 586 | 100   |       |       |
| Abstention             | Abstention             | Abstention             | 29 606 | 35,16 |       |       |
| Inscrits/Participation | Inscrits/Participation | Inscrits/Participation | 84 192 | 64,84 |       |       |

| Parti                  | Parti                  | Candidat               | Votes  | %     | +/-  | Maj.  |
| ---------------------- | ---------------------- | ---------------------- | ------ | ----- | ---- | ----- |
|                        | Libéral                | Anthony Housefather    | 24 187 | 50,34 | 8,93 | 5 986 |
|                        | Conservateur           | Robert Libman          | 18 201 | 37,88 | 2,27 |       |
|                        | NPD                    | Mario Jacinto Rimbao   | 3 884  | 8,08  | 9,77 |       |
|                        | Bloc québécois         | Jade Bossé Bélanger    | 908    | 1,89  | 1,02 |       |
|                        | Vert                   | Tim Landry             | 747    | 1,55  | 0,20 |       |
|                        | Marxiste-Léniniste     | Diane Johnston         | 124    | 0,26  | 0,02 |       |
|                        |                        |                        |        |       |      |       |
| Votes valides          | Votes valides          | Votes valides          | 48 051 | 99,12 |      |       |
| Bulletins nuls         | Bulletins nuls         | Bulletins nuls         | 425    | 0,88  |      |       |
| Total                  | Total                  | Total                  | 48 476 | 100   |      |       |
| Abstention             | Abstention             | Abstention             | 25 940 | 34,86 |      |       |
| Inscrits/Participation | Inscrits/Participation | Inscrits/Participation | 74 416 | 65,14 |      |       |

| Parti                  | Parti                  | Candidat               | Votes  | %     | +/-   | Maj.   |
| ---------------------- | ---------------------- | ---------------------- | ------ | ----- | ----- | ------ |
|                        | Libéral                | Marc Garneau           | 29 755 | 57,67 | 20,49 | 18 526 |
|                        | NPD                    | James Hughes           | 11 229 | 21,76 | 13,86 |        |
|                        | Conservateur           | Richard Sagala         | 7 414  | 14,37 | 3,12  |        |
|                        | Vert                   | Melissa Kate Wheeler   | 1 581  | 3,06  | 0,61  |        |
|                        | Bloc québécois         | Simon Quesnel          | 1 282  | 2,48  | 3,04  |        |
|                        | Marxiste-Léniniste     | Rachel Hoffman         | 181    | 0,35  | Abs.  |        |
|                        | Indépendant            | Lisa Julie Cahn        | 151    | 0,29  | -     |        |
|                        |                        |                        |        |       |       |        |
| Votes valides          | Votes valides          | Votes valides          | 51 593 | 99,40 |       |        |
| Bulletins nuls         | Bulletins nuls         | Bulletins nuls         | 311    | 0,60  |       |        |
| Total                  | Total                  | Total                  | 51 904 | 100   |       |        |
| Abstention             | Abstention             | Abstention             | 27 928 | 34,98 |       |        |
| Inscrits/Participation | Inscrits/Participation | Inscrits/Participation | 79 832 | 65,02 |       |        |

| Parti                  | Parti                  | Candidat               | Votes  | %     | +/-           | Maj.  |
| ---------------------- | ---------------------- | ---------------------- | ------ | ----- | ------------- | ----- |
|                        | NPD                    | Thomas Mulcair         | 19 242 | 44,11 | 12,26         | 4 645 |
|                        | Libéral                | Rachel Bendayan        | 14 597 | 33,46 | 9,77          |       |
|                        | Conservateur           | Rodolphe Husny         | 4 159  | 9,53  | 0,76          |       |
|                        | Bloc québécois         | Roger Galland Barou    | 3 668  | 8,41  | 0,18          |       |
|                        | Vert                   | Amara Diallo           | 1 575  | 3,61  | 1,45          |       |
|                        | Libertarien            | Francis Pouliot        | 216    | 0,50  | Nv.           |       |
|                        | Communiste             | Adrien Welsh           | 162    | 0,37  | en stagnation |       |
|                        |                        |                        |        |       |               |       |
| Votes valides          | Votes valides          | Votes valides          | 43 619 | 99,03 |               |       |
| Bulletins nuls         | Bulletins nuls         | Bulletins nuls         | 426    | 0,97  |               |       |
| Total                  | Total                  | Total                  | 44 045 | 100   |               |       |
| Abstention             | Abstention             | Abstention             | 27 091 | 38,08 |               |       |
| Inscrits/Participation | Inscrits/Participation | Inscrits/Participation | 71 136 | 61,92 |               |       |

| Parti                  | Parti                  | Candidat                  | Votes  | %     | +/-   | Maj.   |
| ---------------------- | ---------------------- | ------------------------- | ------ | ----- | ----- | ------ |
|                        | Libéral                | Frank Baylis              | 34 319 | 58,66 | 28,19 | 22 625 |
|                        | Conservateur           | Valérie Assouline         | 11 694 | 19,99 | 6,87  |        |
|                        | NPD                    | Lysane Blanchette-Lamothe | 9 584  | 16,38 | 17,75 |        |
|                        | Bloc québécois         | Natalie Laplante          | 2 043  | 3,49  | 1,49  |        |
|                        | Vert                   | Abraham Weizfeld          | 865    | 1,48  | 2,08  |        |
|                        |                        |                           |        |       |       |        |
| Votes valides          | Votes valides          | Votes valides             | 58 505 | 99,37 |       |        |
| Bulletins nuls         | Bulletins nuls         | Bulletins nuls            | 368    | 0,63  |       |        |
| Total                  | Total                  | Total                     | 58 873 | 100   |       |        |
| Abstention             | Abstention             | Abstention                | 26 460 | 31,01 |       |        |
| Inscrits/Participation | Inscrits/Participation | Inscrits/Participation    | 85 333 | 68,99 |       |        |

| Parti                  | Parti                  | Candidat                      | Votes  | %     | +/-   | Maj.   |
| ---------------------- | ---------------------- | ----------------------------- | ------ | ----- | ----- | ------ |
|                        | Libéral                | Stéphane Dion                 | 24 832 | 61,57 | 18,14 | 16 965 |
|                        | Conservateur           | Jimmy Yu                      | 7 867  | 19,51 | 2,05  |        |
|                        | NPD                    | Alain Ackad                   | 4 646  | 11,52 | 17,76 |        |
|                        | Bloc québécois         | Pascal-Olivier Dumas-Dubreuil | 1 879  | 4,66  | 2,64  |        |
|                        | Vert                   | John Tromp                    | 977    | 2,42  | 0,32  |        |
|                        | Marxiste-Léniniste     | Fernand Deschamps             | 129    | 0,32  | 0,11  |        |
|                        |                        |                               |        |       |       |        |
| Votes valides          | Votes valides          | Votes valides                 | 40 330 | 99,00 |       |        |
| Bulletins nuls         | Bulletins nuls         | Bulletins nuls                | 409    | 1,00  |       |        |
| Total                  | Total                  | Total                         | 40 739 | 100   |       |        |
| Abstention             | Abstention             | Abstention                    | 28 399 | 41,08 |       |        |
| Inscrits/Participation | Inscrits/Participation | Inscrits/Participation        | 69 138 | 58,92 |       |        |

| Parti                  | Parti                  | Candidat               | Votes  | %     | +/-   | Maj.   |
| ---------------------- | ---------------------- | ---------------------- | ------ | ----- | ----- | ------ |
|                        | Libéral                | Marc Miller            | 25 491 | 50,82 | 31,54 | 13 734 |
|                        | NPD                    | Allison Turner         | 11 757 | 23,44 | 21,22 |        |
|                        | Conservateur           | Steve Shanahan         | 5 948  | 11,86 | 2,89  |        |
|                        | Bloc québécois         | Chantal St-Onge        | 4 307  | 8,59  | 15,63 |        |
|                        | Vert                   | Daniel Green           | 2 398  | 4,78  | 2,14  |        |
|                        | Rhinocéros             | Daniel Wolfe           | 161    | 0,32  | Nv.   |        |
|                        | Communiste             | William Sloane         | 102    | 0,20  | Nv.   |        |
|                        |                        |                        |        |       |       |        |
| Votes valides          | Votes valides          | Votes valides          | 50 614 | 99,15 |       |        |
| Bulletins nuls         | Bulletins nuls         | Bulletins nuls         | 435    | 0,85  |       |        |
| Total                  | Total                  | Total                  | 51 049 | 100   |       |        |
| Abstention             | Abstention             | Abstention             | 34 653 | 40,43 |       |        |
| Inscrits/Participation | Inscrits/Participation | Inscrits/Participation | 85 702 | 59,57 |       |        |

| Parti                  | Parti                  | Voix    | %     | +/-   | Sièges | +/-           |
| ---------------------- | ---------------------- | ------- | ----- | ----- | ------ | ------------- |
|                        | Libéral                | 247 173 | 53,34 | 21,66 | 8      | 4             |
|                        | NPD                    | 95 674  | 20,65 | 16,00 | 1      | 4             |
|                        | Conservateur           | 75 902  | 16,38 | 2,73  | 0      | en stagnation |
|                        | Bloc québécois         | 30 270  | 6,53  | 2,55  | 0      | en stagnation |
|                        | Vert                   | 12 917  | 2,79  | 0,24  | 0      | en stagnation |
|                        | Marxiste-léniniste     | 434     | 0,09  | 0,12  | 0      | en stagnation |
|                        | Communiste             | 264     | 0,06  | 0,01  | 0      | en stagnation |
|                        | Libertarien            | 216     | 0,05  | Nv.   | 0      | en stagnation |
|                        | Rhinocéros             | 161     | 0,03  | 0,10  | 0      | en stagnation |
|                        | Indépendant            | 381     | 0,08  | 0,01  | 0      | en stagnation |
|                        |                        |         |       |       |        |               |
| Suffrages exprimés     | Suffrages exprimés     | 463 392 | 99,12 |       |        |               |
| Votes blancs et nuls   | Votes blancs et nuls   | 4 111   | 0,88  |       |        |               |
| Total                  | Total                  | 467 503 | 100   | -     | 9      | en stagnation |
| Abstention             | Abstention             | 253 885 | 35,19 |       |        |               |
| Inscrits/Participation | Inscrits/Participation | 721 388 | 64,81 |       |        |               |

### Outaouais
| Parti                  | Parti                  | Candidat               | Votes  | %     | +/-   | Maj.  |
| ---------------------- | ---------------------- | ---------------------- | ------ | ----- | ----- | ----- |
|                        | Libéral                | Stéphane Lauzon        | 22 093 | 43,26 | 31,02 | 9 443 |
|                        | NPD                    | Chantal Crête          | 12 650 | 24,77 | 19,50 |       |
|                        | Bloc québécois         | Jonathan Beauchamp     | 9 525  | 18,65 | 10,31 |       |
|                        | Conservateur           | Maxime Hupé-Labelle    | 5 680  | 11,12 | 0,03  |       |
|                        | Vert                   | Audrey Lamarche        | 1 118  | 2,19  | 0,39  |       |
|                        |                        |                        |        |       |       |       |
| Votes valides          | Votes valides          | Votes valides          | 51 066 | 98,84 |       |       |
| Bulletins nuls         | Bulletins nuls         | Bulletins nuls         | 601    | 1,16  |       |       |
| Total                  | Total                  | Total                  | 51 667 | 100   |       |       |
| Abstention             | Abstention             | Abstention             | 27 169 | 34,46 |       |       |
| Inscrits/Participation | Inscrits/Participation | Inscrits/Participation | 78 836 | 65,54 |       |       |

| Parti                  | Parti                  | Candidat               | Votes  | %     | +/-   | Maj.   |
| ---------------------- | ---------------------- | ---------------------- | ------ | ----- | ----- | ------ |
|                        | Libéral                | Steven MacKinnon       | 31 076 | 53,76 | 39,78 | 15 724 |
|                        | NPD                    | Françoise Boivin       | 15 352 | 26,56 | 35,27 |        |
|                        | Bloc québécois         | Philippe Boily         | 5 455  | 9,44  | 5,67  |        |
|                        | Conservateur           | Luc Angers             | 4 733  | 8,19  | 0,24  |        |
|                        | Vert                   | Guy Dostaler           | 942    | 1,63  | 0,51  |        |
|                        | Indépendant            | Guy J. Bellavance      | 148    | 0,26  | -     |        |
|                        | Marxiste-Léniniste     | Pierre Soublière       | 94     | 0,16  | Abs.  |        |
|                        |                        |                        |        |       |       |        |
| Votes valides          | Votes valides          | Votes valides          | 57 800 | 99,10 |       |        |
| Bulletins nuls         | Bulletins nuls         | Bulletins nuls         | 522    | 0,90  |       |        |
| Total                  | Total                  | Total                  | 58 322 | 100   |       |        |
| Abstention             | Abstention             | Abstention             | 26 055 | 30,88 |       |        |
| Inscrits/Participation | Inscrits/Participation | Inscrits/Participation | 84 377 | 69,12 |       |        |

| Parti                  | Parti                  | Candidat                | Votes  | %     | +/-   | Maj.   |
| ---------------------- | ---------------------- | ----------------------- | ------ | ----- | ----- | ------ |
|                        | Libéral                | Greg Fergus             | 28 478 | 51,37 | 31,10 | 11 006 |
|                        | NPD                    | Nycole Turmel           | 17 472 | 31,52 | 27,68 |        |
|                        | Conservateur           | Étienne Boulrice        | 4 278  | 7,72  | 2,47  |        |
|                        | Bloc québécois         | Maude Chouinard-Boucher | 3 625  | 6,54  | 1,90  |        |
|                        | Vert                   | Roger Fleury            | 1 035  | 1,87  | 0,02  |        |
|                        | Héritage chrétien      | Sean J. Mulligan        | 291    | 0,52  | Abs.  |        |
|                        | Indépendant            | Luc Desjardins          | 160    | 0,29  | -     |        |
|                        | Marxiste-Léniniste     | Gabriel Girard-Bernier  | 101    | 0,18  | Abs.  |        |
|                        |                        |                         |        |       |       |        |
| Votes valides          | Votes valides          | Votes valides           | 55 440 | 99,30 |       |        |
| Bulletins nuls         | Bulletins nuls         | Bulletins nuls          | 391    | 0,70  |       |        |
| Total                  | Total                  | Total                   | 55 831 | 100   |       |        |
| Abstention             | Abstention             | Abstention              | 23 498 | 29,62 |       |        |
| Inscrits/Participation | Inscrits/Participation | Inscrits/Participation  | 79 329 | 70,38 |       |        |

| Parti                  | Parti                  | Candidat               | Votes  | %     | +/-   | Maj.   |
| ---------------------- | ---------------------- | ---------------------- | ------ | ----- | ----- | ------ |
|                        | Libéral                | William Amos           | 34 154 | 54,54 | 41,79 | 20 064 |
|                        | NPD                    | Mathieu Ravignat       | 14 090 | 22,50 | 23,21 |        |
|                        | Conservateur           | Benjamin Woodman       | 8 716  | 13,92 | 15,58 |        |
|                        | Bloc québécois         | Nicolas Lepage         | 4 337  | 6,93  | 3,12  |        |
|                        | Vert                   | Colin Griffiths        | 1 089  | 1,74  | 0,01  |        |
|                        | Forces et Démocratie   | Pascal Médieu          | 131    | 0,21  | Nv.   |        |
|                        | Marxiste-Léniniste     | Louis Lang             | 108    | 0,17  | 0,08  |        |
|                        |                        |                        |        |       |       |        |
| Votes valides          | Votes valides          | Votes valides          | 62 625 | 99,26 |       |        |
| Bulletins nuls         | Bulletins nuls         | Bulletins nuls         | 467    | 0,74  |       |        |
| Total                  | Total                  | Total                  | 63 092 | 100   |       |        |
| Abstention             | Abstention             | Abstention             | 24 830 | 28,24 |       |        |
| Inscrits/Participation | Inscrits/Participation | Inscrits/Participation | 87 922 | 71,76 |       |        |

### Saguenay–Lac-Saint-Jean

#### Chicoutimi—Le Fjord
| Parti                  | Parti                  | Candidat               | Votes  | %     | +/-   | Maj. |
| ---------------------- | ---------------------- | ---------------------- | ------ | ----- | ----- | ---- |
|                        | Libéral                | Denis Lemieux          | 13 619 | 31,09 | 25,49 | 600  |
|                        | NPD                    | Dany Morin             | 13 019 | 29,72 | 8,41  |      |
|                        | Bloc québécois         | Élise Gauthier         | 8 990  | 20,52 | 8,28  |      |
|                        | Conservateur           | Caroline Ste-Marie     | 7 270  | 16,60 | 8,68  |      |
|                        | Vert                   | Dany St-Gelais         | 907    | 2,07  | 0,54  |      |
|                        |                        |                        |        |       |       |      |
| Votes valides          | Votes valides          | Votes valides          | 43 805 | 98,33 |       |      |
| Bulletins nuls         | Bulletins nuls         | Bulletins nuls         | 745    | 1,67  |       |      |
| Total                  | Total                  | Total                  | 44 550 | 100   |       |      |
| Abstention             | Abstention             | Abstention             | 22 271 | 33,33 |       |      |
| Inscrits/Participation | Inscrits/Participation | Inscrits/Participation | 66 821 | 66,67 |       |      |

#### Jonquière
| Parti                  | Parti                  | Candidat               | Votes  | %     | +/-   | Maj. |
| ---------------------- | ---------------------- | ---------------------- | ------ | ----- | ----- | ---- |
|                        | NPD                    | Karine Trudel          | 14 039 | 29,19 | 14,25 | 339  |
|                        | Libéral                | Marc Pettersen         | 13 700 | 28,48 | 26,50 |      |
|                        | Bloc québécois         | Jean-François Caron    | 11 202 | 23,29 | 5,17  |      |
|                        | Conservateur           | Ursula Larouche        | 8 124  | 16,89 | 18,33 |      |
|                        | Vert                   | Carmen Budilean        | 656    | 1,36  | 0,12  |      |
|                        | Rhinocéros             | Marielle Couture       | 382    | 0,79  | Nv.   |      |
|                        |                        |                        |        |       |       |      |
| Votes valides          | Votes valides          | Votes valides          | 48 103 | 98,17 |       |      |
| Bulletins nuls         | Bulletins nuls         | Bulletins nuls         | 899    | 1,83  |       |      |
| Total                  | Total                  | Total                  | 49 002 | 100   |       |      |
| Abstention             | Abstention             | Abstention             | 24 097 | 32,96 |       |      |
| Inscrits/Participation | Inscrits/Participation | Inscrits/Participation | 73 099 | 67,04 |       |      |

#### Lac-Saint-Jean
| Parti                  | Parti                  | Candidat               | Votes  | %     | +/-   | Maj.  |
| ---------------------- | ---------------------- | ---------------------- | ------ | ----- | ----- | ----- |
|                        | Conservateur           | Denis Lebel            | 18 393 | 33,27 | 12,41 | 2 658 |
|                        | NPD                    | Gisèle Dallaire        | 15 735 | 28,46 | 0,76  |       |
|                        | Libéral                | Sabin Simard           | 10 193 | 18,44 | 14,44 |       |
|                        | Bloc québécois         | Sabin Gaudreault       | 10 152 | 18,37 | 2,88  |       |
|                        | Vert                   | Laurence Requilé       | 806    | 1,46  | 0,09  |       |
|                        |                        |                        |        |       |       |       |
| Votes valides          | Votes valides          | Votes valides          | 55 279 | 98,35 |       |       |
| Bulletins nuls         | Bulletins nuls         | Bulletins nuls         | 925    | 1,65  |       |       |
| Total                  | Total                  | Total                  | 56 204 | 100   |       |       |
| Abstention             | Abstention             | Abstention             | 29 241 | 34,22 |       |       |
| Inscrits/Participation | Inscrits/Participation | Inscrits/Participation | 85 445 | 65,78 |       |       |